# Tramway de Bordeaux
Pour un article plus général, voir Transports Bordeaux Métropole.
Le tramway de Bordeaux est le principal système de transport en commun de la ville française de Bordeaux et son agglomération. Depuis 2019, il comprend quatre lignes d’une longueur totale de 76 km. Les trois premières lignes (A, B, C) sont ouvertes progressivement entre 21 décembre 2003 et le 3 juillet 2004, puis elles sont chacune étendues au-delà de la rocade de Bordeaux entre 2005 et 2023. La quatrième ligne (D) ouvre en deux temps entre le 14 décembre 2019 et le 29 février 2020, pour desservir le cadran nord-ouest de l'agglomération.
La création du tramway de Bordeaux est l'aboutissement du Projet Urbain de Bordeaux porté par Alain Juppé arrivé à la mairie en 1995. Les responsables de cette agglomération de près d'un million d'habitants dépourvue du système de transports en commun lourd, choisissent à cette époque de créer un réseau de tramways, mode de transport dont l'image et les capacités techniques se sont grandement améliorées. Ce choix est fait au détriment d'un réseau de métro automatique de type VAL beaucoup plus coûteux.
Sur le plan technique, les rames de tramway qui sont longues de 44 mètres (à l'exception de 12 rames qui ont une longueur de 33 mètres) sont à plancher bas intégral. Elles roulent majoritairement en site propre hormis sur quelques sections partagées avec la circulation générale - celle-ci étant cependant restreinte - sur des voiries étroites. Le tramway de Bordeaux est le premier réseau de tramways moderne à avoir utilisé un système d'alimentation électrique sans caténaire : le système d'alimentation par le sol (APS). En 2018, le réseau géré par Bordeaux Métropole a transporté 105,5 millions de passagers.
La création du réseau de tramway s'est accompagnée d'un projet d'urbanisme qui a complètement transformé Bordeaux. Les axes de circulation routiers ont été chassés du centre-ville qui a été rénové en profondeur. Des travaux d'embellissement, comme les aménagements le long des quais et la priorité donnée aux piétons ont rendu son attractivité à la ville avec des impacts importants sur le plan du logement et du tourisme. Le réseau a largement structuré la croissance urbaine qui s'est concentrée le long des nouvelles lignes de tramway.

## Histoire
La première ligne de tramway de Bordeaux, avec des voitures tractées par des chevaux, est inaugurée en mai 1880, par le maire Albert Brandenburg. Puis le maire Camille Cousteau inaugure, en février 1900, la première ligne de tramway électrique. Les tramways ont disparu de l’agglomération bordelaise en 1958 après une décision du maire Jacques Chaban-Delmas. Le tramway a été réintroduit dans la ville en décembre 2003 après une longue période de gestation.
Jusqu'en 1765, la majorité des habitants de Bordeaux se déplaçaient à pied, l'utilisation des chevaux, calèches ou chaises à porteurs devant recevoir une autorisation royale. Une telle autorisation permet alors à Vital Muret de créer un service de louage de carrosses dans Bordeaux et sa banlieue au prix de 15 sols le trajet. C'est un échec commercial. Le flambeau est alors[Quand ?] repris par M. du Hautoir qui obtient une concession pour 29 ans, le succès est au rendez-vous. En 1781, la municipalité autorise la libre concurrence, M. du Hautoir doit laisser la place à plusieurs sociétés.

### De l'omnibus au tramway hippomobile

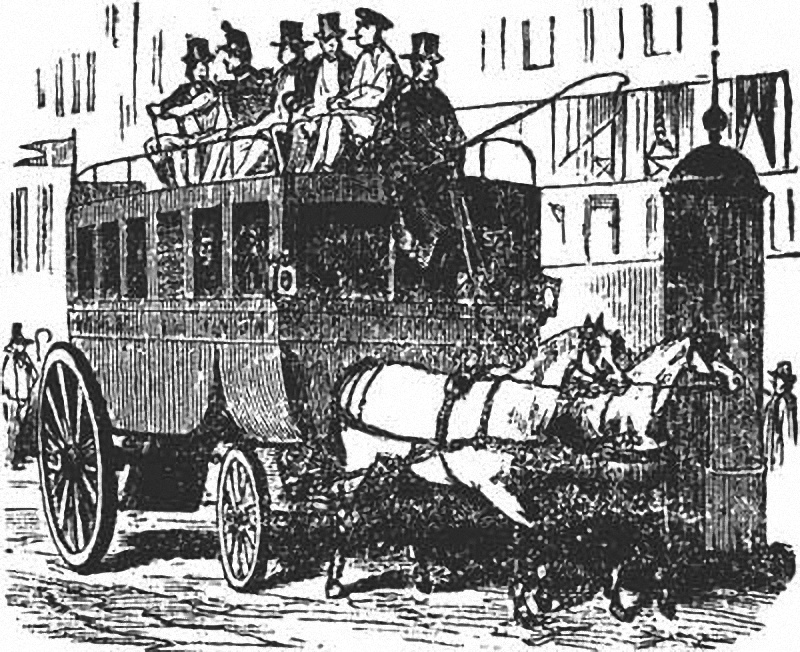
Omnibus à impériale par David W. Bartlett.

En 1830, l'omnibus se substitue aux carrosses. Il s'agit en général d'un fiacre tiré par un ou deux chevaux permettant de transporter une dizaine de clients. Plusieurs sociétés se partagent le marché bordelais. En 1857, il existe neuf lignes du réseau d'omnibus urbain.
Bordeaux décide en 1859 de réunir les sociétés d'omnibus de la ville, le financier bordelais Pierre Debans devenant l'un des associés à la création de la Compagnie générale des omnibus de Bordeaux en 1860 et en devient administrateur, .
La vitesse réduite est le point faible de l'omnibus. En 1872, il est alors décidé d'importer en France un mode de transport new-yorkais : le « chemin de fer à traction de chevaux dit américain ». C'est le premier tramway, un omnibus mis sur des rails, ce qui lui permet de circuler plus vite et assure un meilleur confort en évitant les cahots des pavés.

### Premières lignes de tramway
La première ligne de tramway de Bordeaux, avec une traction hippomobile, est inaugurée le 4 mai 1880 par le maire Albert Brandenburg. En 1891, la ville comporte huit lignes de tram pour une longueur de 39 kilomètres. Le parc présente 120 tramways de 44 ou 38 places mais aussi 137 omnibus. Près de 1 200 chevaux tractent les véhicules six heures par jour sur environ 20 kilomètres. La compagnie emploie cinq cents personnes et quinze millions de trajets annuels sont assurés.

### La révolution électrique

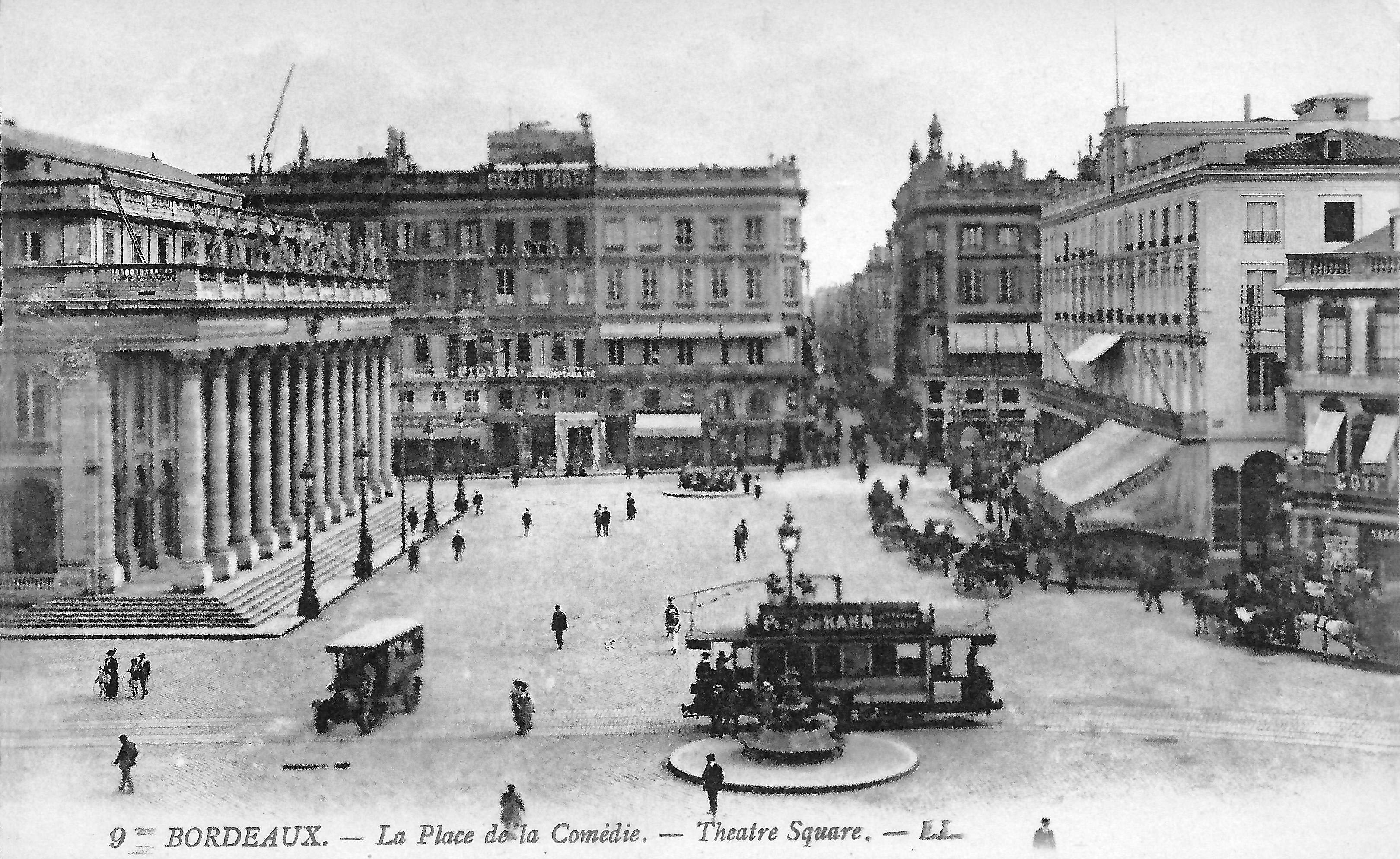
Tramway électrique place de la Comédie dans les années 1900.

En 1897 une déclaration municipale sous le mandat du maire Camille Cousteau est adoptée pour substituer la traction électrique à la traction animale. En 1898, la Compagnie Française des Tramways Électriques et Omnibus de Bordeaux (TEOB) est créée. Camille Cousteau inaugure, en février 1900, la première ligne de tramway électrique.
Le tramway de Bordeaux a influé sur l'urbanisation de la ville dès son apparition à la fin du XIXe siècle. Alors qu'au XVIIIe siècle, la majorité des habitants se déplaçait à pieds dans un rayon de deux à trois kilomètres, le tramway permet un déplacement moyen jusqu'à huit kilomètres. Les gens qui travaillent en cœur de ville peuvent ainsi choisir d'habiter à sa périphérie. Le tramway induit ainsi l'urbanisation qui se développe au-delà des boulevards. Ainsi, Le Bouscat augmente sa population de 171 % entre 1876 et 1911 et la ville de Cenon l'augmente de 345 %, alors que Bordeaux dépasse tout juste les 20 % d'augmentation

### Suppression du tramway
En 1946, le réseau de transport en commun de Bordeaux compte 38 lignes de tramway d'une longueur totale de 200 km qui véhiculent 160 000 voyageurs par jour. Un système rudimentaire d'alimentation par le sol fonctionne sur certains tronçons avec un succès mitigé. Comme dans les autres villes de France à l'époque, la municipalité, dont le maire est Jacques Chaban-Delmas, décide de mettre fin à l'exploitation du tramway à l'image désuète par rapport à l'autobus et dont l'emprise au sol gêne le flot croissant des automobiles. Les lignes sont fermées les unes après les autres. Le 7 décembre 1958, la dernière ligne de tramway est arrêtée,.

### VAL ou tramway?

Carte animée de l'évolution des infrastructures ferroviaires de l'agglomération de Bordeaux, dont celle des anciens et actuels tramways, de 1870 à nos jours.

À compter des années 1970, il devint évident que la saturation de la voirie nécessite la création d'un système de transports en commun lourd. En 1975, la ville de Bordeaux contactée dans le cadre d'une étude nationale portant sur la définition d'un système de transports en commun ayant un coût et une capacité intermédiaire entre le bus et le métro (concours Cavaillé), ne donne pas suite. Une solution lourde basée sur le métro automatique VAL (souterrain), à l'image de ce qui a été développé à l'époque à Lille, lui est préférée. Après un premier projet avorté en 1986, une version moins ambitieuse, mais plus réaliste du point de vue des capacités financières de l'agglomération, est figée en 1991. Ce projet faisait à peu près l'unanimité de la municipalité et de son opposition ; sur le point d'être lancé, il est finalement abandonné en 1995, essentiellement parce que seule une faible fraction de l'agglomération aurait été desservie malgré l'importance de l'investissement, le nouveau mode de transport ne pouvait pas desservir les hauteurs de la rive droite. De plus, cette solution ne permettait pas de desservir le campus bordelais situé, dans sa grande majorité, sur les communes de Talence et Pessac (rive gauche). Le même débat donnera des résultats différents dans des agglomérations de taille équivalente (métro de Toulouse) ou nettement inférieure (métro de Rennes), qui choisissent à l'époque toutes deux le VAL.

### Le lancement du projet de tramway en 1997

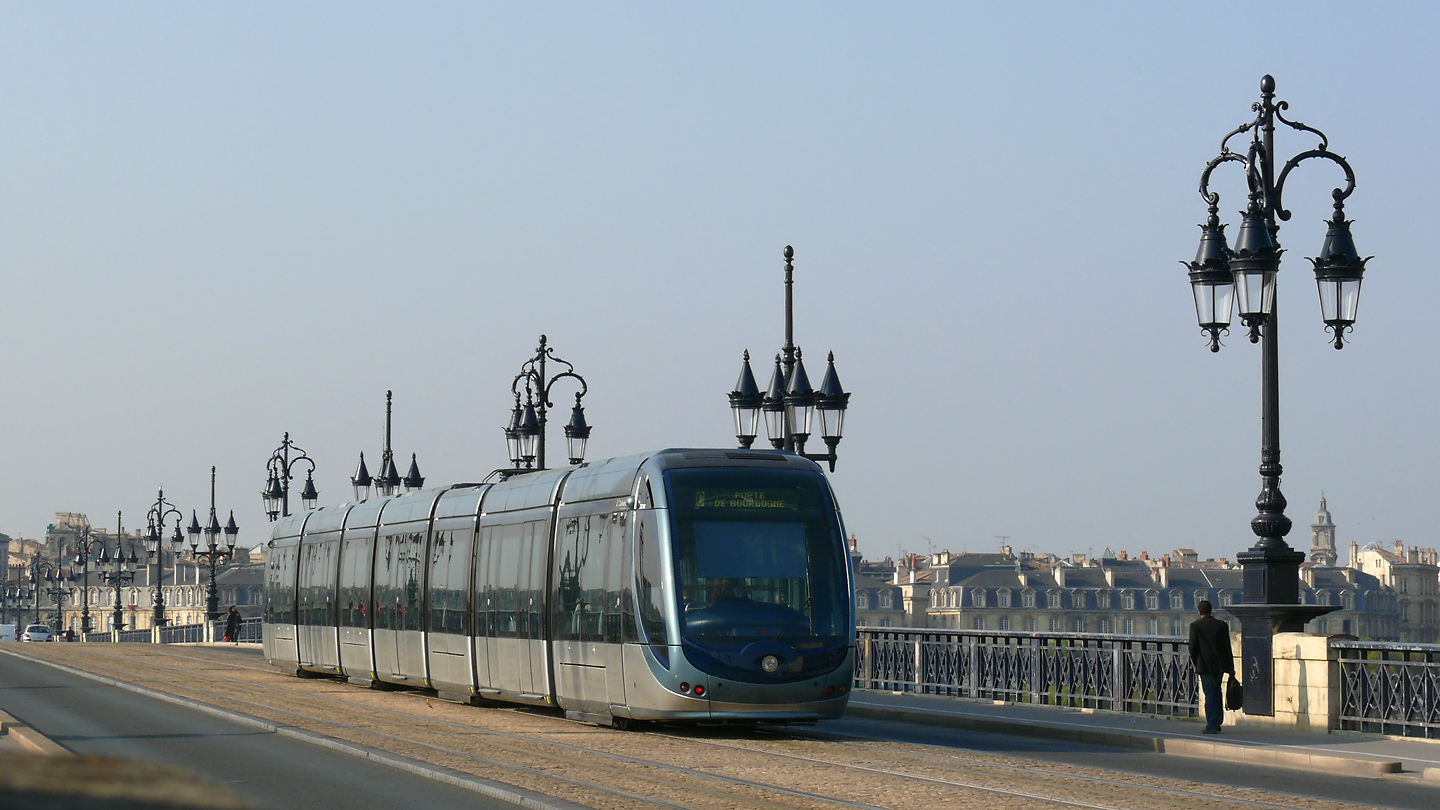
Rame Citadis 402 sur le Pont de Pierre (ligne A).

En 1995, un maire ouvertement favorable au tramway, Alain Juppé, remplace à la tête de la mairie de Bordeaux, Jacques Chaban-Delmas, qui y était profondément hostile. Le nouveau maire lance immédiatement le projet de tramway. Il lui associe une opération d'urbanisme lourde dans le centre-ville comprenant la restauration des principaux monuments, le réaménagement des quais, la refonte complète de la voirie au profit des piétons et des cyclistes. Des parkings sont créés à la périphérie du centre-ville pour dissuader les voitures de pénétrer plus loin. La volonté affichée par la mairie est de rendre la ville aux piétons. L’interdiction de la circulation dans le centre historique est prévue. Après deux années de réflexion, la Communauté urbaine de Bordeaux (CUB) adopte le projet de tramway en 1997. Le projet est reconnu d'utilité publique en 2000. Le budget retenu pour réaliser 10 km de VAL permet de réaliser 44 km de lignes de tramway en deux phases (la deuxième s'achève en 2008). Le matériel retenu est le Citadis d'Alstom.

### Première phase de réalisation entre 2000 et 2005
La première phase démarrée en 2000 s’achève en septembre 2005, un gigantesque chantier s’ouvrant dans le centre-ville. Elle comprend, dès le départ, la construction de trois lignes d'une longueur totale de 24,5 km et comportant 54 stations pour un coût de 690 millions € (dont plus de la moitié pour l'aménagement urbain). La première ouverture concerne la ligne A, mise en service en décembre 2003 entre Meriadeck et Lormont Lauriers/Cenon La Morlette. Les deux autres lignes sont ouvertes au printemps 2004 : la ligne B ouvre, entre Quinconces et Bougnard, et la ligne C, entre Quinconces et Gare Saint-Jean.
Le nouveau tramway de Bordeaux fait appel à une technologie innovante, appelée Alimentation par le sol (APS). En centre-ville, son système d'alimentation électrique est « noyé » dans le sol : il est invisible et n'altère donc pas les perspectives architecturales. Ce mode d'alimentation, qui a posé de nombreuses difficultés et engendré des pannes récurrentes lors de la mise en service des rames, est aujourd'hui fonctionnel. Ce système a été adopté pour les tramways d'Angers, de Reims et pour la deuxième ligne d'Orléans entre autres, grâce aux améliorations apportées et à la fiabilité acquise depuis. Le tramway entre dans le cadre de la redynamisation touristique en cours dans la ville de Bordeaux. Il a permis, entre autres, de desservir les communes de Talence et Pessac, où est localisé le pôle universitaire de Bordeaux. Le centre-ville n'est plus qu'à une vingtaine de minutes de ses universités ; il fallait parfois plus d'une heure avant la mise en exploitation.

Rames
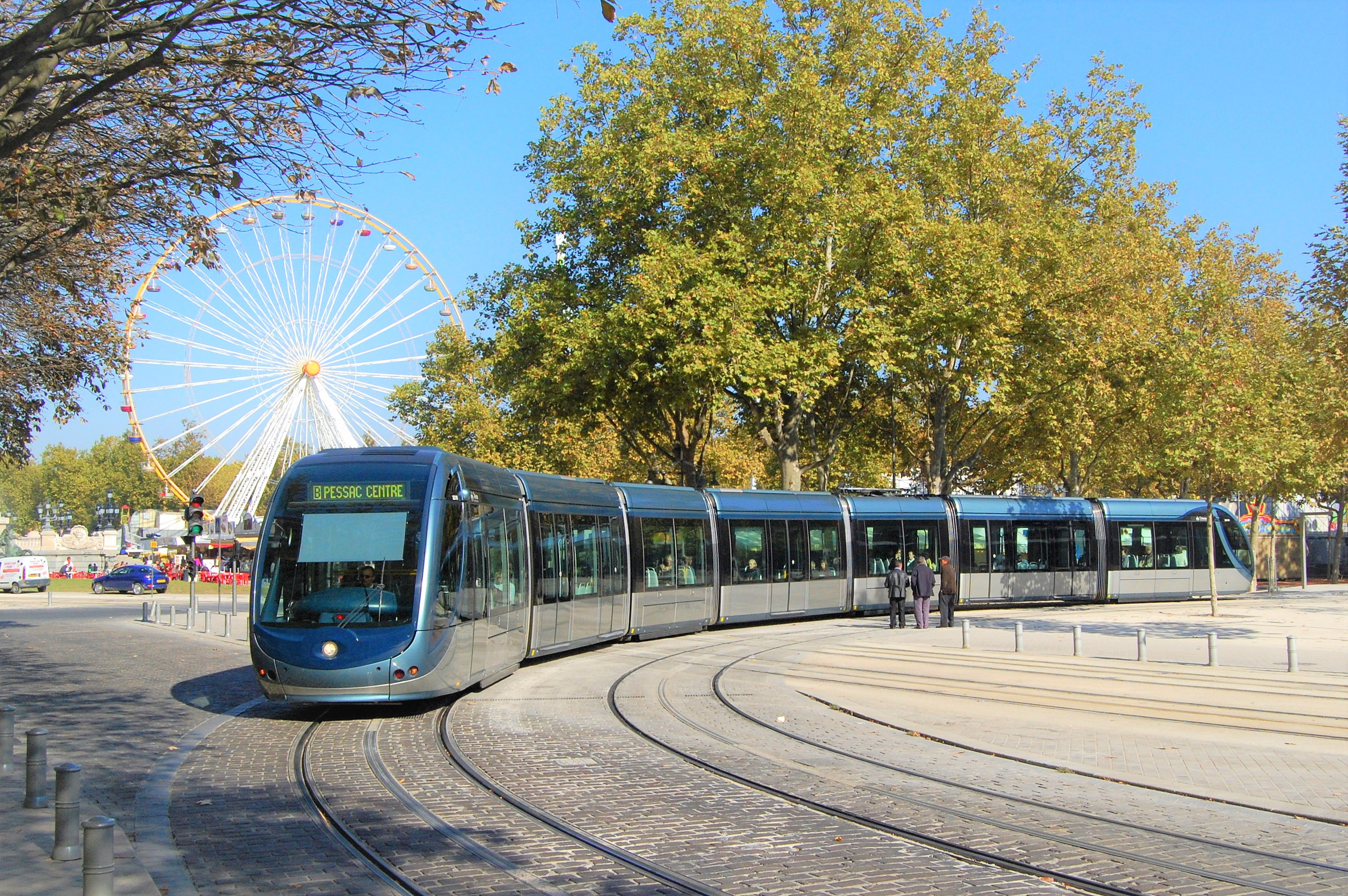
Ligne B aux Quinconces.
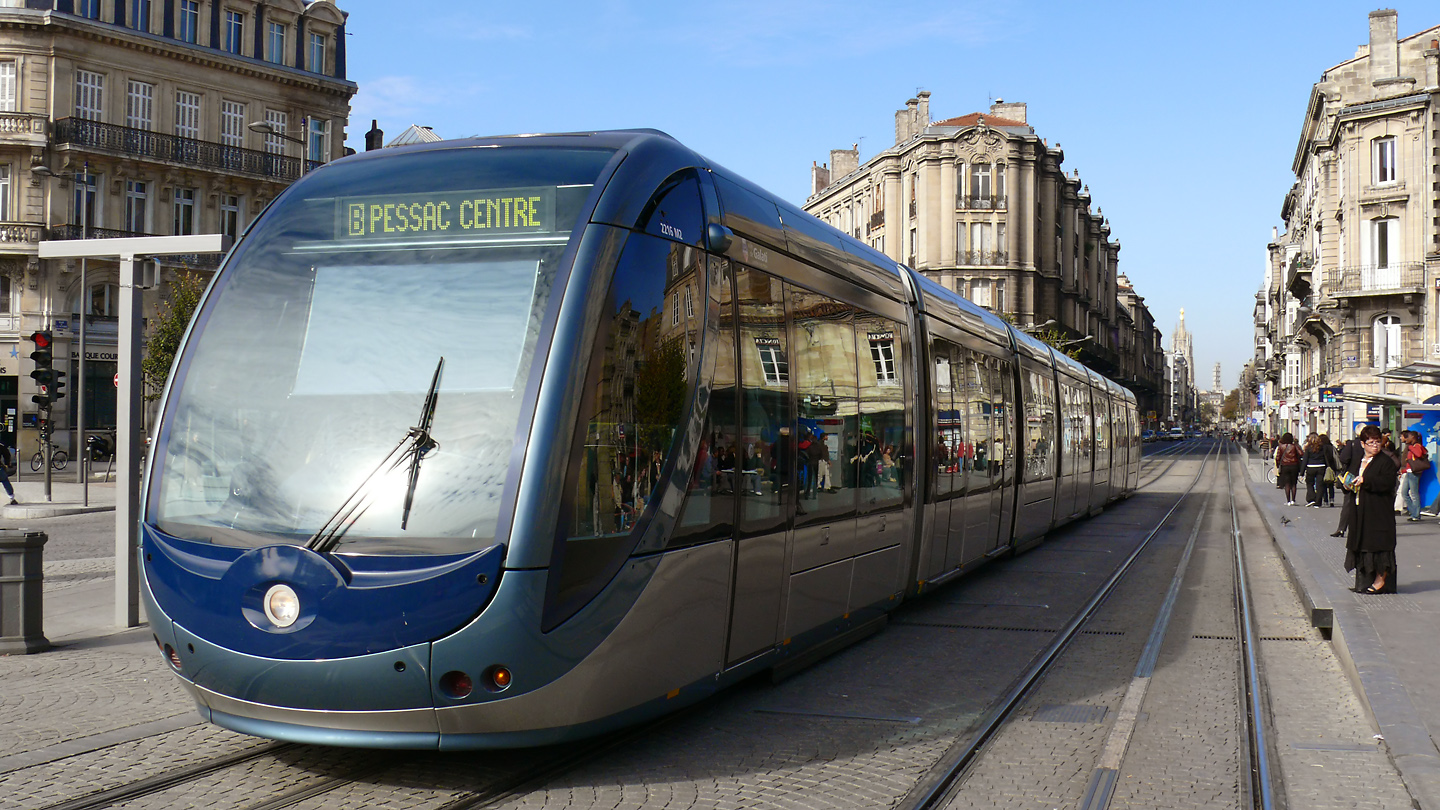
Ligne B Place de la Victoire.
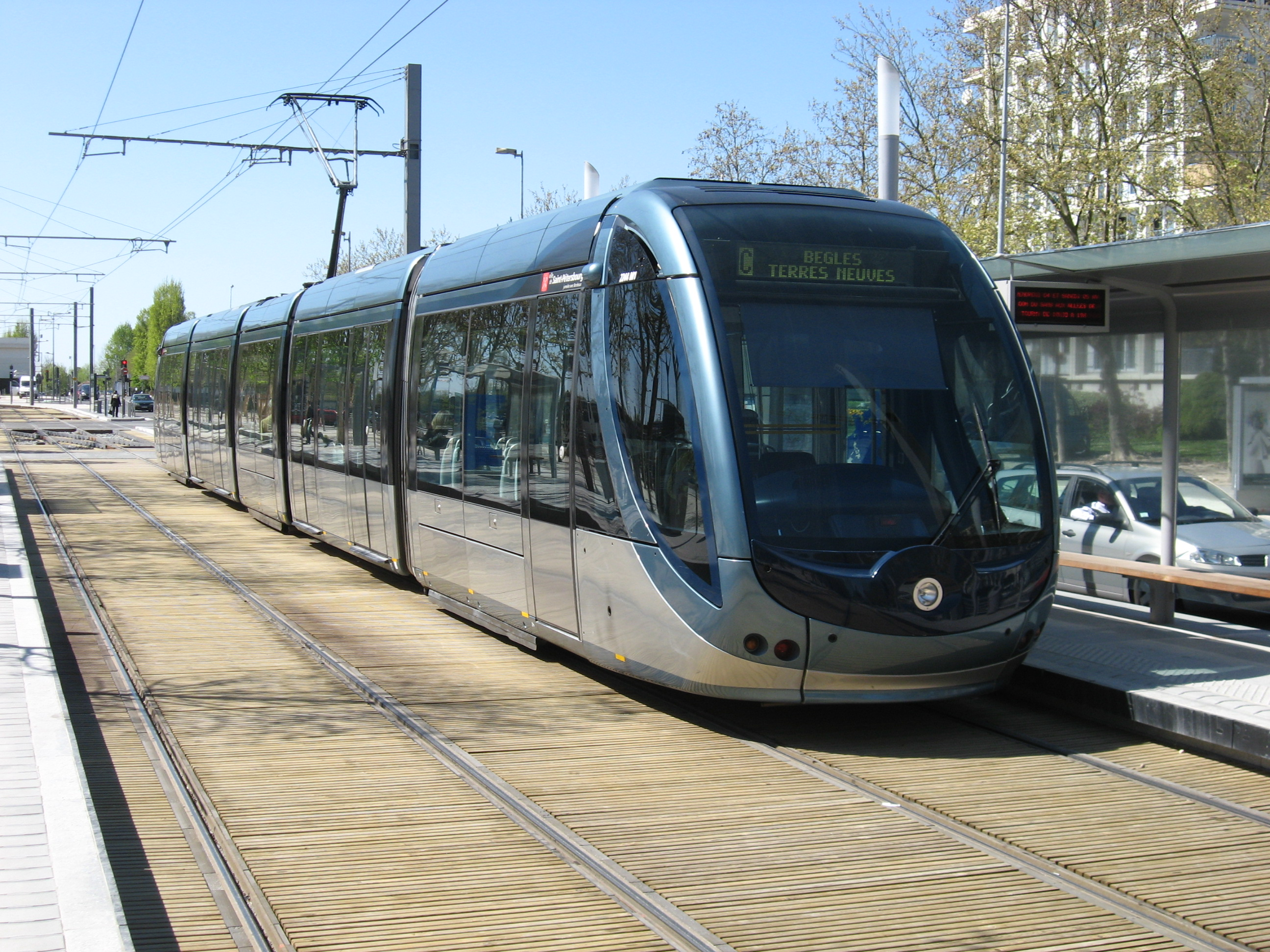
Ligne C aux Aubiers.

### Deuxième phase entre 2006 et 2008

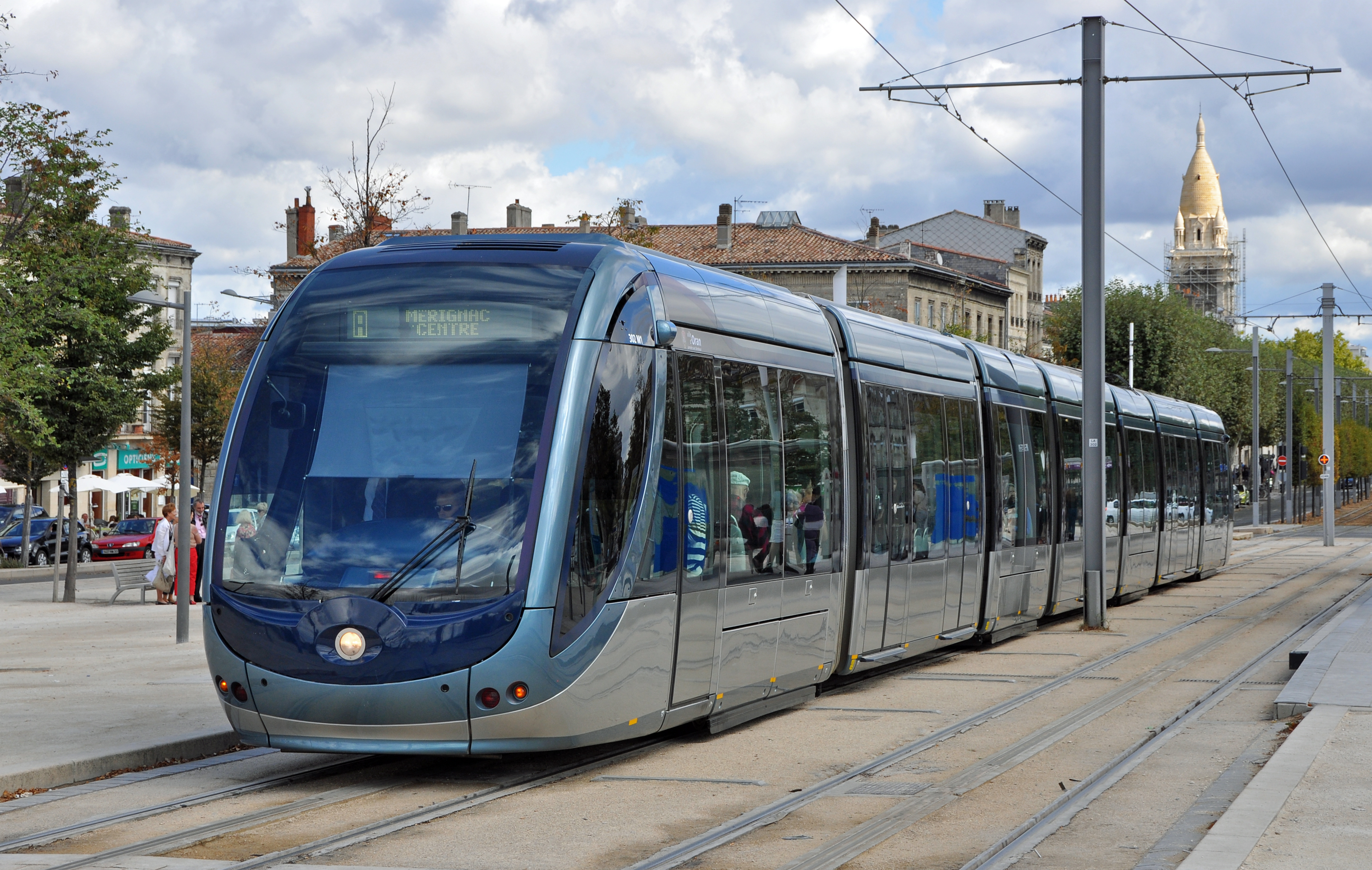
Ligne A Place Stalingrad

La deuxième phase, commencée en 2006, s'achève en octobre 2008. Elle comprend la construction de prolongements sur les trois lignes (19,6 km), pour un coût d'environ 560 millions d'euros.
- La ligne A est prolongée sur huit stations de Saint-Augustin à Mérignac-Centre, sur trois stations de Cenon-La Morlette à Floirac-Dravemont et sur trois stations de Lormont-Lauriers à Lormont La Gardette - Bassens - Carbon-Blanc.
- La ligne B est prolongée de deux stations de Bougnard à Pessac-Centre d'un côté et de neuf stations des Quinconces à Claveau de l'autre.
- La ligne C gagne sept stations en allant des Quinconces aux Aubiers et de trois stations en allant au-delà de la Gare Saint-Jean vers Bègles-Terre-Neuves.

À l'issue de cette phase, 5 000 places de stationnement auront été créées dans quinze parkings, situés tant à Bordeaux que dans les communes avoisinantes.

### Troisième phase depuis 2009
La communauté urbaine de Bordeaux a décidé, le 6 novembre 2009, d’adopter le projet suivant :
- prolongement de la ligne A de cinq stations de Mérignac à la station Le Haillan Rostand ;
- prolongement de la ligne B au nord d'une station sur un tracé en voie unique de Claveau à Berges de la Garonne et au sud création d'une branche supplémentaire à partir de la station Bougnard jusqu'à un nouveau terminus Pessac Alouette ;
- prolongement de la ligne C au nord des Aubiers jusqu'à Parc des Expositions avec trois stations intermédiaires et au sud de Bègles-Terres Neuves à Lycée Vaclav Havel avec cinq stations intermédiaires.

La suite de la 3e phase est décrite dans le paragraphe Poursuite de la troisième phase.

#### Ligne A

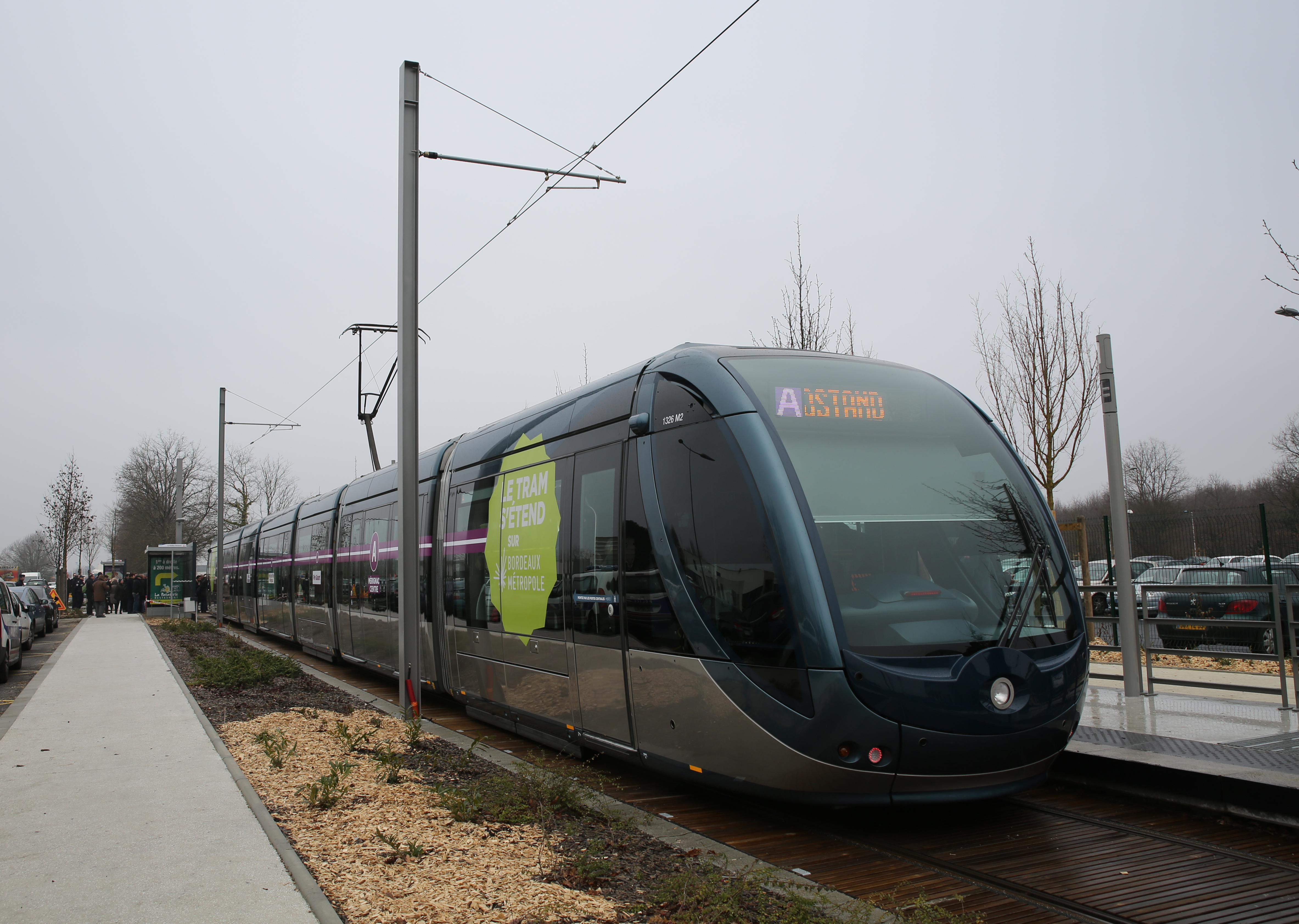
Inauguration du prolongement de la ligne A jusqu'à la station Le Haillan-Rostand.

À partir de la station Mérignac Centre, le tracé franchit la place Charles-de-Gaulle, emprunte l’avenue Maréchal-de-Lattre-de-Tassigny et rejoint, par un espace vert existant, la rue Maurice-Utrillo. Le tracé se poursuit par la rue André-Ouley, l’avenue des Frères-Robinson et la rue Alphonse-Daudet, et il franchit la rocade par l’avenue de Magudas jusqu’à l’intersection avec la rue Jean-Mermoz, en limite des communes d’Eysines et du Haillan. L'extension a été mise en service le samedi 24 janvier 2015. Les nouvelles stations sont : Pin Galant, Hôtel de Ville Mérignac, Frères Robinson, Les Pins et son terminus Le Haillan Rostand (à voie unique depuis le pont sur la rocade).

#### Ligne B
Au nord, le tracé rejoint le terminus Berges de la Garonne avenue du Docteur-Schinazi, près de la rue Edmond-Besse à Bordeaux. Il est composé d'un tronçon à voie unique de 750 m. Il est ouvert au public depuis avril 2014. Au sud, l’intégralité de l’extension se situe sur la commune de Pessac. Après un débranchement à la station Bougnard, le tracé emprunte la rue Guittard et l’avenue de Canéjan, où il emprunte le passage inférieur pour franchir la rocade. Le tracé se poursuit avenue du Haut-Lévêque pour atteindre la place de l’Alouette. L'ouverture du tronçon est effective depuis le 22 juin 2015. Les nouvelles stations sont Châtaigneraie, CAP Métiers, Hôpital Haut-Lévêque, Gare de Pessac-Alouette et son terminus Pessac France Alouette. À noter que cette partie de ligne s'effectue en voie unique, sauf pour les stations.

#### Ligne C
Au nord, le prolongement de la ligne C s'effectue sur la commune de Bordeaux. À partir de la station des Aubiers le tracé rejoint, par une voie nouvelle, l’avenue des Quarante-Journaux avant de franchir la rocade, parallèlement à l'avenue Marcel-Dassault. Le tracé se poursuit avenue Jean-Gabriel-Domergue pour rejoindre le terminus, situé allée Louis-Ratabou. Une première étape de ce prolongement a été franchie le 1er février 2014, avec l'entrée en service d'une nouvelle station Berges du Lac, sur l'avenue du Québec. Depuis la mise en service du reste du prolongement, le samedi 24 janvier 2015, un tramway sur deux fait son terminus à cette station, les autres continuant le trajet vers les nouvelles stations Quarante Journaux, Palais des Congrès et Parc des Expositions, ce dernier étant à quelques mètres du stade Bordeaux Atlantique.
Au sud, la ligne est prolongée à partir de la station Bègles-Terres Neuves et rejoint, par une voie nouvelle, la rue Ambroise-Croizat. Ensuite, le tracé emprunte la rue des Frères-Moga, l’avenue Lénine et la rue Alexis-Labro pour rejoindre le site de Terre Sud sur la route de Toulouse. L'ouverture est effectuée le 16 mars 2015. Les nouvelles stations sont La Belle Rose, Stade Musard, Calais Centujean, Gare de Bègles, Parc de Mussonville et son terminus Lycée Václav-Havel. Le 2 février 2019, un nouveau prolongement de 1,4 km est réalisé à partir du Lycée Václav-Havel, la ligne suivant la route de Toulouse, qu'elle croise au niveau de l'arrêt Villenave-Centre Pont de la Maye, avant de franchir la rocade par un ouvrage dédié puis de rejoindre son nouveau terminus Villenave Pyrénées.

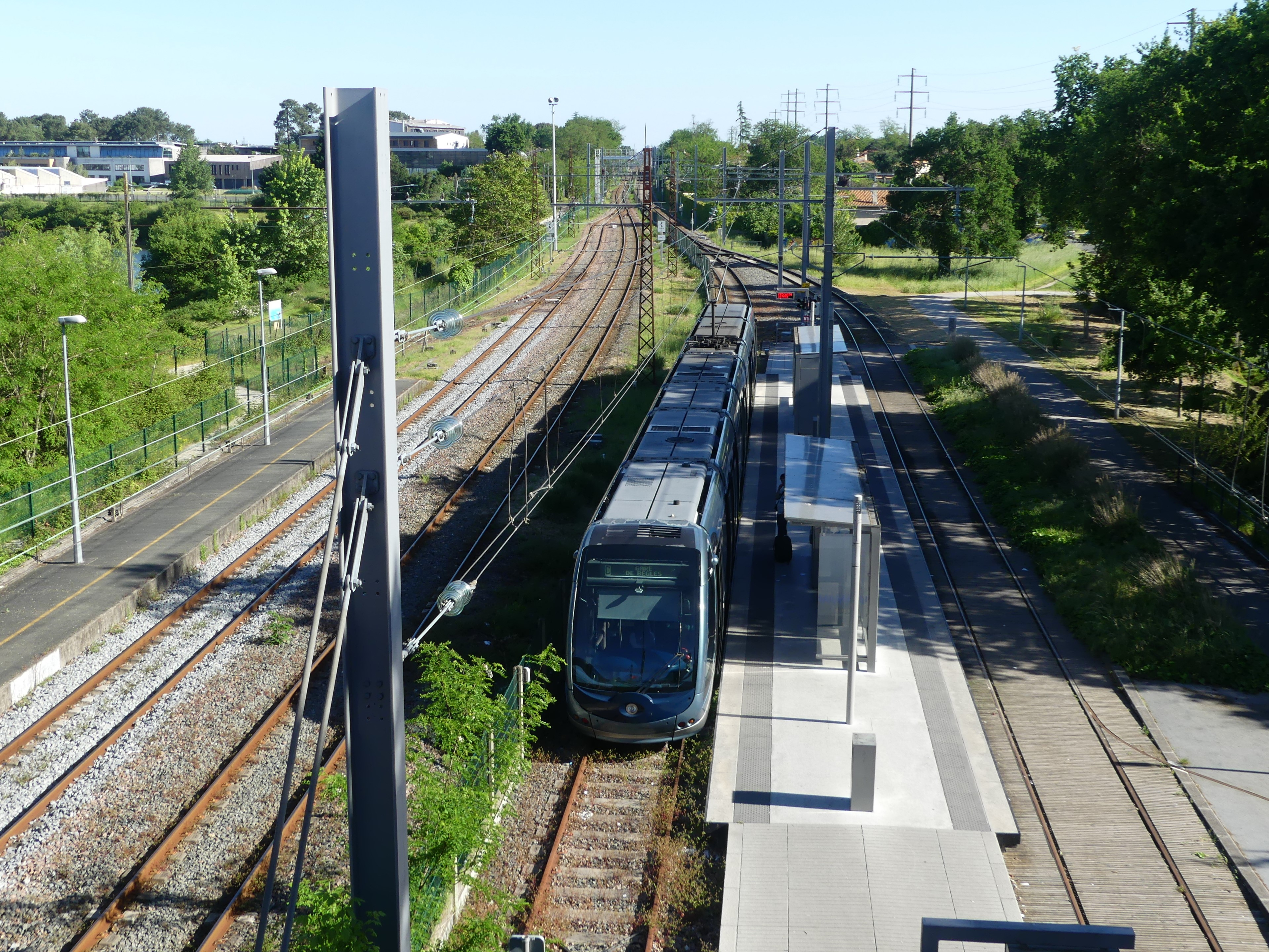
Ligne C à son terminus Gare de Blanquefort

Au nord, la branche dite du « Tram-train du Médoc » a été ouverte le 17 décembre 2016. Il dessert Bordeaux, Le Bouscat, Bruges et Blanquefort ; cette extension a été justifiée par le fait de vouloir désenclaver le nord-ouest de la métropole. La ligne est en construction et apporte cinq nouvelles stations (La Vache, Ausone, Gare de Bruges, Frankton et Gare de Blanquefort) à la ligne C. Au départ de Cracovie, elle est d'une longueur de 7,2 km. Dans un premier temps, elle ne fait que doubler l'offre TER, mais, à terme, elle pourrait se substituer à elle.
Le 5 juillet 2016, une première rame de tramway a circulé sur la nouvelle section de la ligne C, entre la station Cracovie et la gare de Blanquefort, le nouveau terminus. Elle a circulé à une vitesse de 5 km/h pour effectuer une série de tests. Cette ligne pourrait être prolongée jusqu'à Parempuyre, mais cette possibilité a été écartée lors de la révision du SDODM en 2021.

#### Ligne D
Dans le souci de mieux desservir le nord-ouest, les élus de la Métropole ont décidé, en 2011, de la création d'une quatrième ligne de tramway. La nouvelle infrastructure part de la place des Quinconces et dessert les villes de Bordeaux, du Bouscat, de Bruges et d'Eysines, pour terminer au lieu-dit Cantinolle. Longueur de 9,8 km, la ligne dessert 15 stations et 2 parcs relais (à Cantinolle et Le Sulky).
Les travaux de la ligne ont débuté en mai 2014 par un aménagement de la voirie, notamment pour adapter le nouvel itinéraire que les bus devront emprunter durant toute la durée du chantier mais aussi afin de réduire au maximum les nuisances et accroître la sécurité. La mise en service, initialement prévue pour 2017, est retardée par l’annulation de la déclaration d'utilité publique (DUP) par le tribunal administratif de Bordeaux en octobre 2014. Le tribunal avait été saisi par les associations Trans'CUB et Aquitaine Alternatives, qui dénonçaient des prévisions trop optimistes en matière de fréquentation. Le projet est finalement autorisé en juillet 2015 par la cour administrative d'appel de Bordeaux.
Pour réaliser cette extension du réseau selon ce calendrier en restant dans une enveloppe financière supportable, estimée à soixante millions d'euros par an par la Métropole, le coût au km devra être abaissé de 30 M€ à 18 M€ en renonçant, au moins partiellement, aux aménagements urbains lourds qui avaient accompagné les tranches précédentes.
La ligne D s’est ouverte partiellement le 14 décembre 2019 entre Carle Vernet et Mairie du Bouscat. La 2e phase est ouverte le 29 février 2020 entre Mairie du Bouscat et Cantinolle à Eysines.

#### Poursuite de la 3ème phase

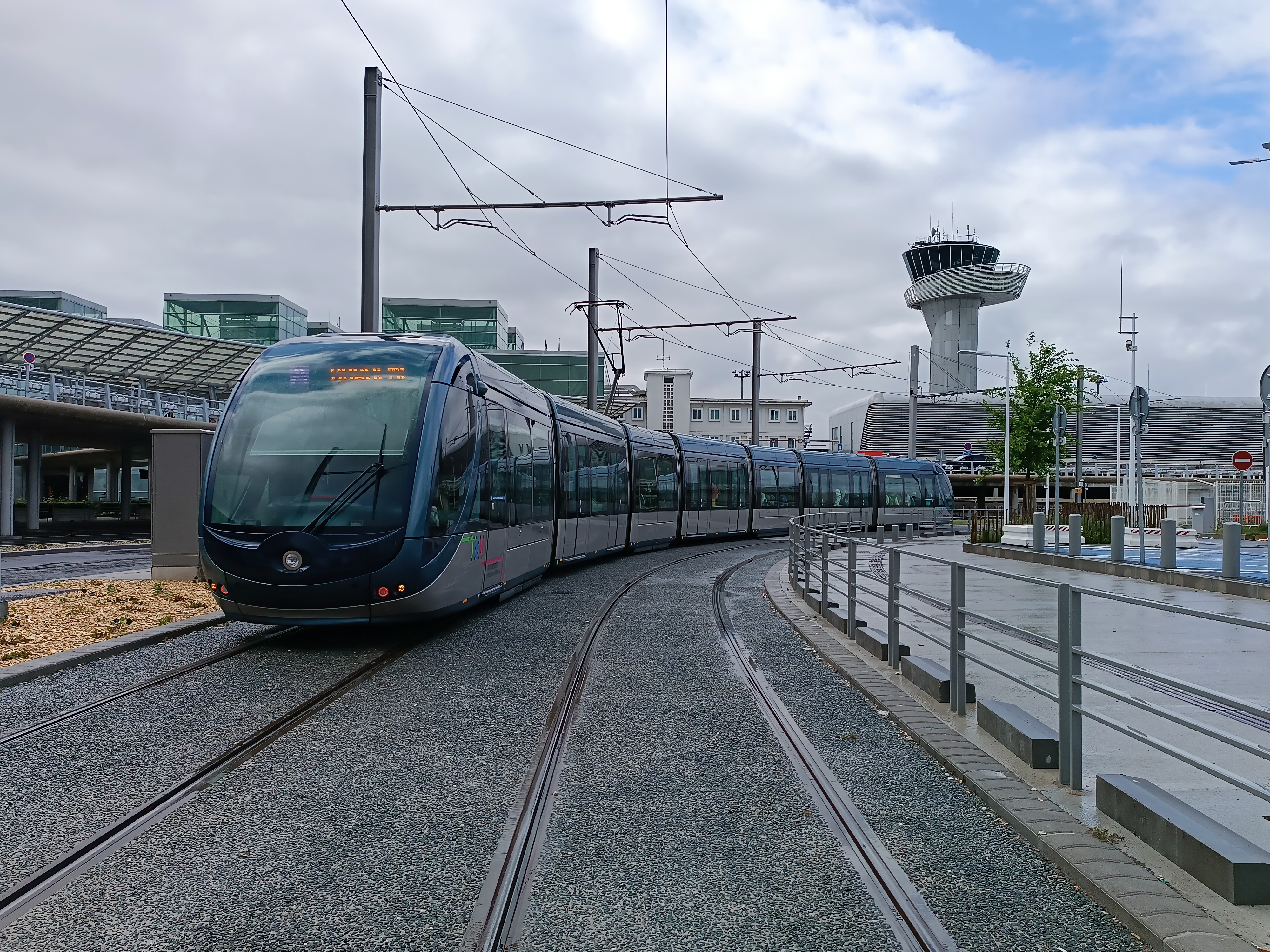
Rame de tramway arrivant au terminus de l'aéroport Bordeaux - Mérignac, en mai 2023.

Le 29 avril 2016, les élus de la métropole approuvent le prolongement de la ligne A jusqu'à l'aéroport de Bordeaux - Mérignac à partir de la station « Quatre Chemins ». Cette extension faisait partie des priorités en matière de déplacements d'Alain Juppé, président de la Métropole, qui la réclamait depuis déjà de nombreuses années et la jugeait « indispensable ». L'extension d'un total de 5 km comporte 5 nouvelles stations pour un coût total de 72 millions d'euros. Elle suivra tout d'abord l'avenue de la Somme vers Mérignac Soleil, bifurquera sur l'avenue de Matosinhos pour emprunter l'avenue John-Fitzgerald-Kennedy et finir par la rue René-Cassin devant l'aéroport. Cette nouvelle branche de la ligne A a été réalisée en voie unique. L'ouverture, prévue initialement au début de l'année 2022, a été reportée à avril 2023 à cause des impacts de la crise sanitaire du printemps 2020. Cette mise en service a eu finalement lieu le 29 avril 2023. Cette extension a bénéficié par ailleurs d'une subvention de 7 630 000 euros de l'Etat pour sa réalisation.

#### Lignes E et F
En 2025, la création des lignes E et F est annoncée, sans extension mais par reconfiguration du réseau. Il s'agit de créer de nouveaux itinéraires à partir de l’infrastructure existante. La ligne E reliera Floirac Dravemont à la gare de Blanquefort et la ligne F la gare Saint-Jean à l'aéroport. Leur mise en service est programmée en décembre 2025. Les aiguillages permettant ces nouveaux itinéraires sont posés à l'occasion des travaux de renforcement du pont de pierre pendant l'été 2025.
| Ligne | Parcours                                | Longueur (en kilomètres) | Stations |
| ----- | --------------------------------------- | ------------------------ | -------- |
| (E)   | Gare de Blanquefort ↔ Floirac Dravemont | 19,3                     | 29       |
| (F)   | Aéroport ↔ Gare de Bègles               | 18,0                     | 34       |

### Historique des extensions du réseau
| Phase                 | Date              | Ligne | Section inaugurée                                        | Longueur      | Station |
| --------------------- | ----------------- | ----- | -------------------------------------------------------- | ------------- | ------- |
| 1                     | 21 décembre 2003  | (A)   | Mériadeck ↔ Lauriers / La Morlette                       | 9,6 km        | 21      |
| 1                     | 24 avril 2004     | (C)   | Quinconces ↔ Gare Saint-Jean                             | 2,9 km        | 7       |
| 1                     | 15 mai 2004       | (B)   | Quinconces ↔ Saint-Nicolas                               | 2,2 km        | 7       |
| 1                     | 3 juillet 2004    | (B)   | Saint-Nicolas ↔ Bougnard                                 | 6,6 km        | 13      |
| 1                     | 26 septembre 2005 | (A)   | Mériadeck ↔ Saint-Augustin                               | 3,2 km        | 6       |
| 2                     | 27 février 2007   | (A)   | La Morlette ↔ Floirac-Dravemont                          | 1,7 km        | 3       |
| 2                     | 29 mai 2007       | (B)   | Bougnard ↔ Pessac Centre                                 | 1,3 km        | 2       |
| 2                     | 21 juin 2007      | (A)   | Saint-Augustin ↔ Mérignac-Centre                         | 4,6 km        | 8       |
| 2                     | 23 juin 2007      | (B)   | Quinconces ↔ Bassins à Flot                              | 2,6 km        | 5       |
| 2                     | 29 novembre 2007  | (C)   | Quinconces ↔ Grand Parc                                  | 2,1 km        | 5       |
| 2                     | 27 février 2008   | (C)   | Grand Parc – Les Aubiers Gare Saint-Jean ↔ Terres-Neuves | 1,4 km 1,7 km | 2 3     |
| 2                     | 31 mai 2008       | (A)   | Lauriers ↔ La Gardette Bassens Carbon-Blanc              | 1,9 km        | 3       |
| 2                     | 20 octobre 2008   | (B)   | Bassins à Flot ↔ Claveau                                 | 2,5 km        | 4       |
| 3                     | 1er février 2014  | (C)   | Les Aubiers ↔ Berges du Lac                              | 0,7 km        | 1       |
| 3                     | 20 juin 2014      | (B)   | Claveau ↔ Berges de Garonne                              | 0,7 km        | 1       |
| 3                     | 24 janvier 2015   | (A)   | Mérignac Centre ↔ Le Haillan-Rostand                     | 3,6 km        | 5       |
| 3                     | 24 janvier 2015   | (C)   | Berges du Lac ↔ Parc des Expositions                     | 2,7 km        | 3       |
| 3                     | 16 mars 2015      | (C)   | Terres Neuves ↔ Lycée Václav Havel                       | 3,7 km        | 6       |
| 3                     | 22 juin 2015      | (B)   | Bougnard ↔ France-Alouette                               | 3,5 km        | 5       |
| 3                     | 17 décembre 2016  | (C)   | Cracovie ↔ Gare de Blanquefort                           | 7,2 km        | 6       |
| 3                     | 2 février 2019    | (C)   | Lycée Václav Havel ↔ Pyrénées                            | 1,4 km        | 2       |
| 3                     | 14 décembre 2019  | (D)   | Quinconces ↔ Mairie du Bouscat                           | 3,5 km        | 6       |
| 3                     | 29 février 2020   | (D)   | Mairie du Bouscat ↔ Cantinolle                           | 6,3 km        | 9       |
| 3                     | 29 avril 2023     | (A)   | Quatre Chemins ↔ Aéroport                                | 5,0 km        | 5       |
| Ouvertures planifiées |                   |       |                                                          |               |         |
| 4                     | Ajournée sine-die | (D)   | Cantinolle ↔ Carré des Jalles (en projet)                | 4,1 km        | 4 ou 5  |

## Le réseau actuel

### Aperçu général

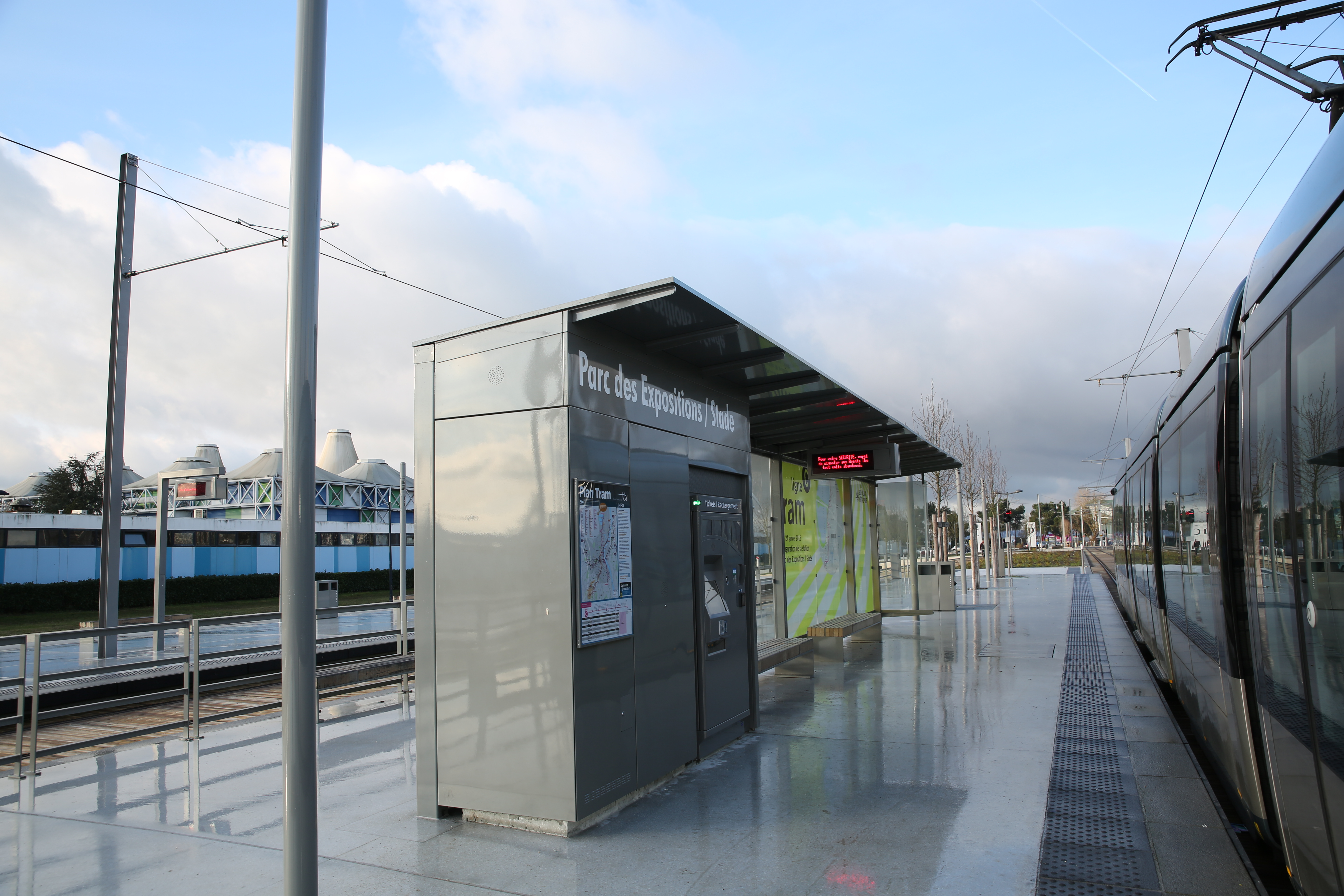
Terminus de la ligne C Parc des Expositions.

L'ensemble du réseau est situé en surface. Depuis le début de l'année 2020, celui-ci comprend quatre lignes qui sont chacune en correspondance avec les trois autres ainsi qu'avec les lignes d'autobus et d'autocars interurbains. Le réseau a une longueur totale de 79 km (28,9 km pour la A, 19,5 km pour la B, 20,8 km pour la C et 13,8 km pour la D) et comporte 135 stations (51 pour la A, 37 pour la B, 35 pour la C et 24 pour la D), sachant que les lignes C et D partagent 4 km de voies et 9 stations entre Carle Vernet et Quinconces.
Les stations ont un quai par sens de circulation d'une longueur de 46 mètres et une largeur comprise entre 2,5 et 4 mètres. Les premières stations de la ligne C, ouvertes en 2004, avaient une longueur de 32 mètres, les travaux d'allongement des quais se sont terminés en 2019.
Les rames circulent sur la plus grande partie du réseau en site propre : les voies du tramway en temps normal ne peuvent généralement être empruntées ni par les voitures, ni par les taxis et les bus. On distingue des tronçons en site propre rehaussés de 14 cm par rapport au reste de la chaussée et qui ne peuvent être franchis par les autres véhicules qu’aux carrefours, des tronçons en site protégé rehaussés de 6 cm par rapport à la chaussée qui peuvent être empruntés exceptionnellement par un véhicule en cas d’obstacle sur la chaussée. Il existe quelques tronçons en site banalisé sur lesquels le tramway partage sa voie avec les autres véhicules. Ce dernier cas correspond à des passages dans des rues étroites telles la rue d’Ornano à Bordeaux . Sur plus de 20 km, les voies sont engazonnées. Dans les courbes le flanc latéral du rail est automatiquement graissé de manière à limiter le crissement des roues. Le bruit maximum est limité à 74 décibels.
| Ligne | Parcours                                                                             | Longueur (en kilomètres) | Stations |
| ----- | ------------------------------------------------------------------------------------ | ------------------------ | -------- |
| (A)   | Aéroport / Le Haillan Rostand ↔ La Gardette Bassens Carbon-Blanc / Floirac Dravemont | 28,9                     | 51       |
| (B)   | Berges de la Garonne ↔ Pessac France Alouette / Pessac Centre                        | 19,5                     | 37       |
| (C)   | Parc des Expositions / Gare de Blanquefort ↔ Villenave Pyrénées                      | 19,4                     | 35       |
| (D)   | Cantinolle ↔ Carle Vernet                                                            | 13,8                     | 24       |

### La desserte

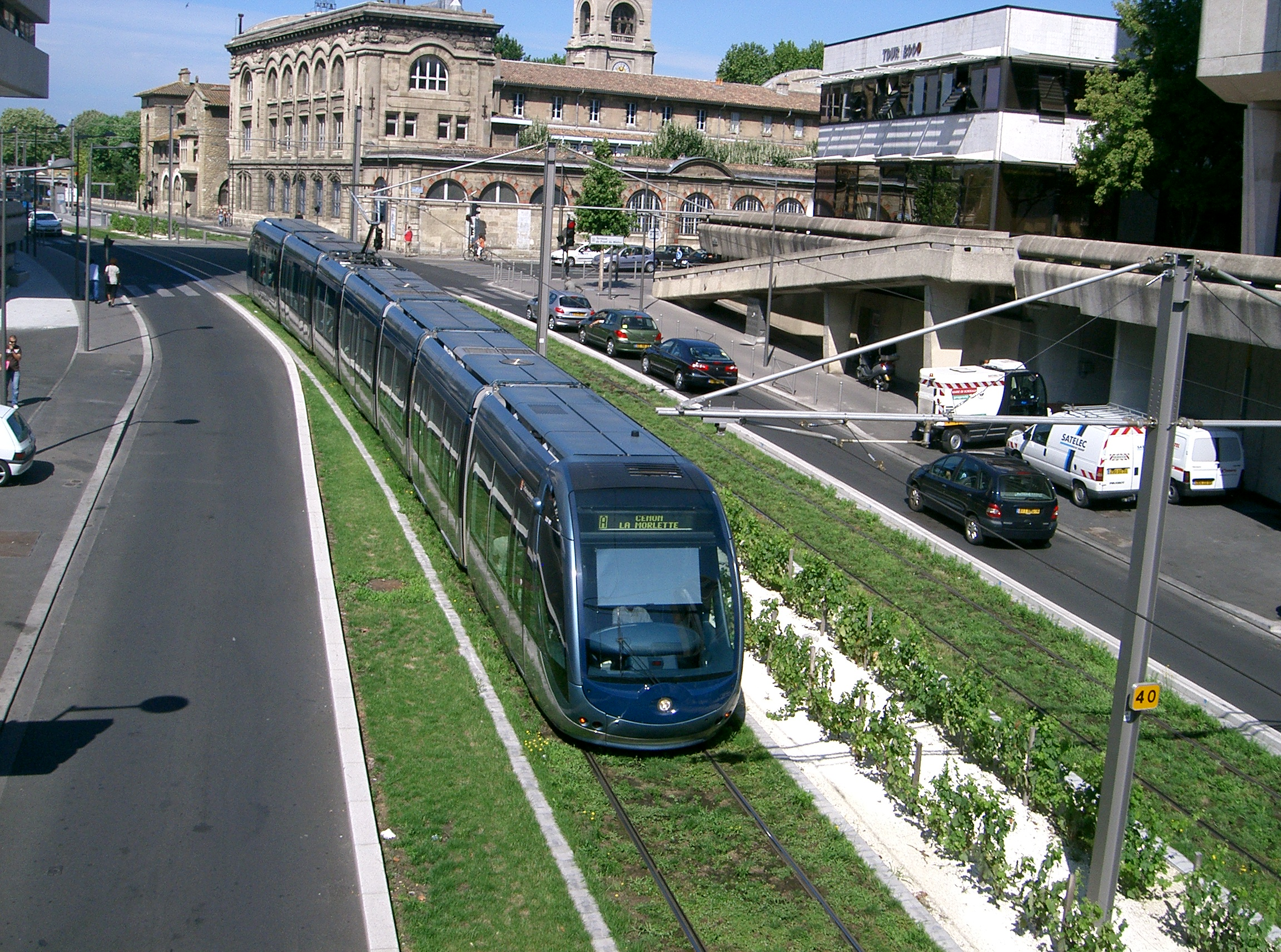
Plants de vigne plantés symboliquement le long de cette portion de la ligne A (station Saint-Bruno).

Le service commercial s'étend de 5 h du matin à minuit (1 h du matin en fin de semaine). Les rames, quittant ou rejoignant l'un des trois dépôts du tramway, circulent cependant avant et après ces horaires. La fréquence aux heures de pointe est de 3 min 30 s à 5 min et aux heures creuses de 5 min à 10 min, mais celle-ci est réduite de moitié aux extrémités des lignes. Dans Bordeaux même, qui compte près de 246 600 habitants soit près d’un tiers de la population de Bordeaux Métropole, 37 % des habitants, 50 % des actifs et 64 % des scolaires et des étudiants sont à moins de 500 mètres d’une ligne.

### Impact sur le développement de l'agglomération de Bordeaux
La création du réseau de tramways s'est accompagnée d'un projet d'urbanisme qui a complètement transformé Bordeaux. En 1995 la réalisation du réseau de tramways est inscrite dans le Projet Urbain de Bordeaux par le maire Alain Juppé qui souhaite que ce soit avant tout un projet d'urbanisme dont le fil directeur serait le projet de tramways. Une agence d'urbanisme A'urba dont le responsable, Francis Cuillier, a fait ses preuves à Strasbourg et qui recevra le grand prix de l'urbanisme en 2006 pour son travail à Bordeaux, est mobilisée pour faire un inventaire des dysfonctionnements de la ville qui sont nombreux : au cours des deux mandats précédents peu d'investissements ont été réalisés, le centre ville noirci par la pollution héberge de nombreux taudis. Bordeaux dans son ensemble se délite en une agglomération de plus en plus étendue tandis que la Garonne isole la rive droite de la rive gauche. Cette étude permet de déterminer les axes prioritaires à desservir. La présence du tramway en surface est accompagnée d'un éloignement des axes de circulation routière symbolisé par la disparition de l'automobile du cours de l'Intendance. Les façades des immeubles et des monuments sont ravalés tandis que les quais sont réaménagés pour en faire une promenade. Ces travaux rendent son attractivité à la ville avec des impacts importants sur le plan du logement et du tourisme. Dans toute l'agglomération le nouveau réseau de transport a largement structuré la croissance urbaine qui s'est concentrée le long des nouvelles lignes de tramway.

### Les stations
En février 2020, à l'ouverture de la totalité de la ligne D, le réseau du tramway de Bordeaux compte 130 stations (en dehors de la station Quinconces Fleuve ouverte uniquement en cas de nécessité de service). Les stations comportent de un et trois quai(s) selon leur configuration et les besoins du service. En fonction de l'emprise de la rue, les stations sont à quais parallèles, à quai central (entrée et sortie par les portes gauches), à quais décalés (de chaque côté d'un carrefour par exemple), ou à quais simples pour les terminus définitifs en voie unique, comme Berges de la Garonne (ligne B) et Le Haillan Rostand (ligne A).
Toutes les stations sont équipées de tableaux digitaux, permettant d'informer les voyageurs des prochains passages, ainsi que d'éventuelles perturbations de la ligne. À l'exception de la station Place de la Bourse (ligne C et D) qui n'a pas de mobilier, toutes les autres stations ont au moins un guichet automatique afin de permettre l'achat des titres de transports. Toutes les stations sont accessibles aux personnes à mobilité réduite, grâce à des plans inclinés aux extrémités des quais, à une ligne de plaques podotactiles au bord des voies, et des potelets haute visibilité à pommeau blanc aux alentours.
À l'avant des quais se trouve un mât en console, dans lequel une caméra est incrustée pour la surveillance de la station (sauf Place de la Bourse). Depuis la mise en place de la nouvelle signalétique en 2016, des panneaux indicatifs sont suspendus à ces mâts, rappelant le nom de la station, le nom de la ligne, la direction (le ou les terminus au plus loin), le tout avec la couleur d'exploitation de la ligne.

#### Stations type Elizabeth de Portzamparc (ouvertes de 2003 à 2008)

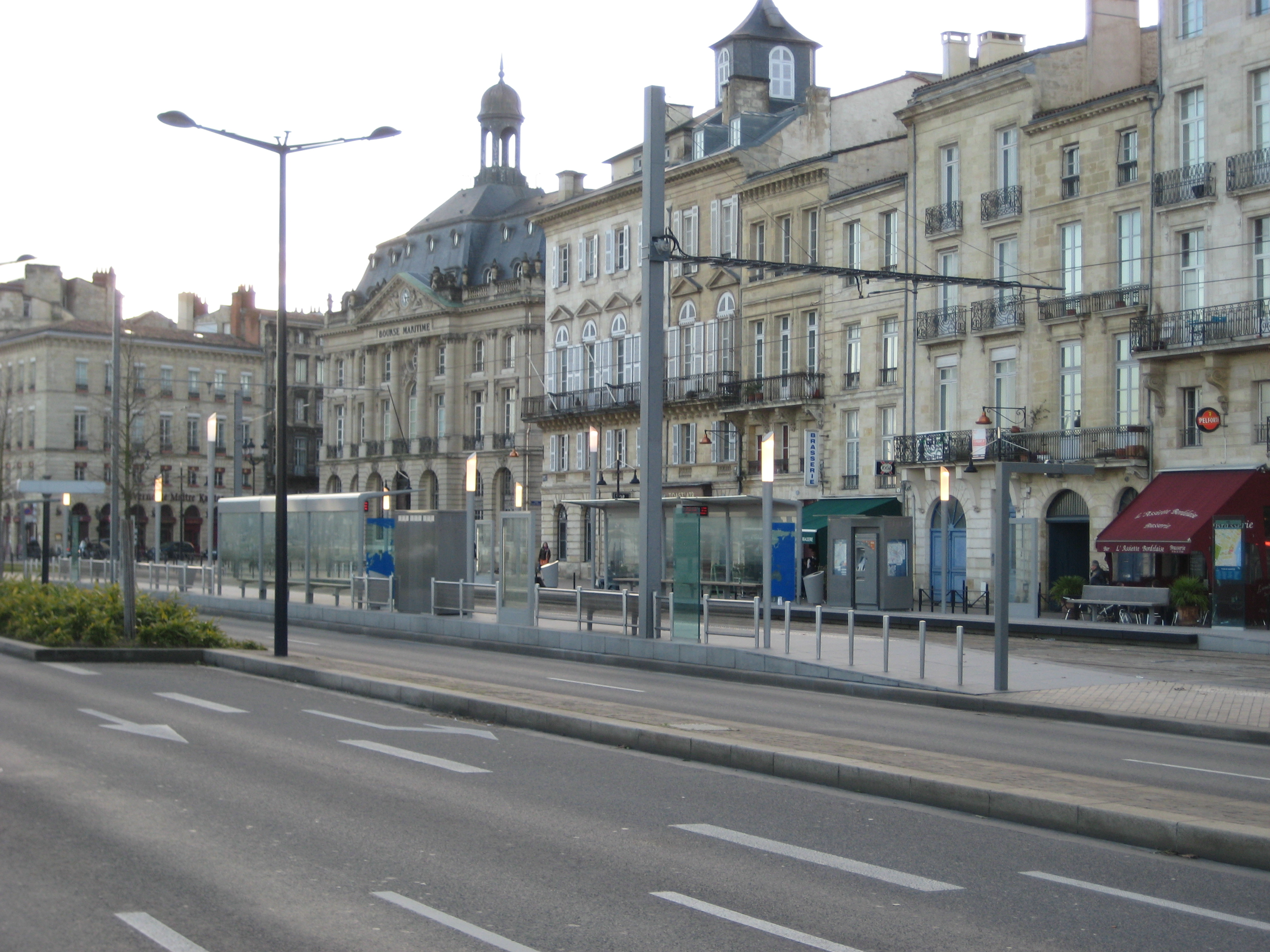
Station type Elizabeth de Portzamparc (CAPC - ligne B).

En 1998, en prévision de l'ouverture du réseau de tramways de Bordeaux, l'architecte Elizabeth de Portzamparc est sélectionnée pour créer le design du mobilier urbain des stations, comprenant les éléments suivants : bancs, abris, mâts signalétiques et lumineux, potelets, barrières, poubelles, grilles d'arbres, appuis-vélos,.
Le mobilier retenu est reconnaissable par ses formes coniques et légères à la finition soignée. Des matériaux nobles sont utilisés comme l'aluminium massif, l'inox, et le bois pour les bancs. Le nom de la station, le plan du réseau et du quartier sont mis en valeur grâce à un totem en verre trempé. Sur un côté de l'abri, un panneau coupe-vent avec des motifs bleus (137 au total sur le réseau) représente différentes portions du planisphère terrestre. Il s'agit de l'œuvre Aux Bord'eaux du laboratoire d’art urbain Stalker, réalisée en 2003 dans le cadre de la commande artistique du tramway . Des planimètres (ou "panneau sucette") pour des affiches publicitaires sont ajoutés sur certaines stations en dehors de centre historique de Bordeaux. Pour chaque quai de station, l'un des luminaires coniques est nettement plus haut pour servir de repère au loin. Des lignes lumineuses parallèles sont incrustées au niveau des rails.
Le réseau compte 88 stations de l'architecte Elizabeth de Portzamparc, soit 41 stations sur la ligne A (section Mérignac Centre ↔ Floirac Dravemont / La Gardette Bassens Carbon-Blanc), 31 stations sur la ligne B (section Claveau ↔ Pessac Centre), 16 stations sur la ligne C (section Terres Neuves ↔ Les Aubiers, sauf Place de la Bourse et Cracovie). Pour la ligne D, il s'agit des stations existantes en commun avec la ligne C (section Quinconces ↔ Carle Vernet, sauf Place de la Bourse).

#### Stations type TISYA (ouvertes depuis 2014)

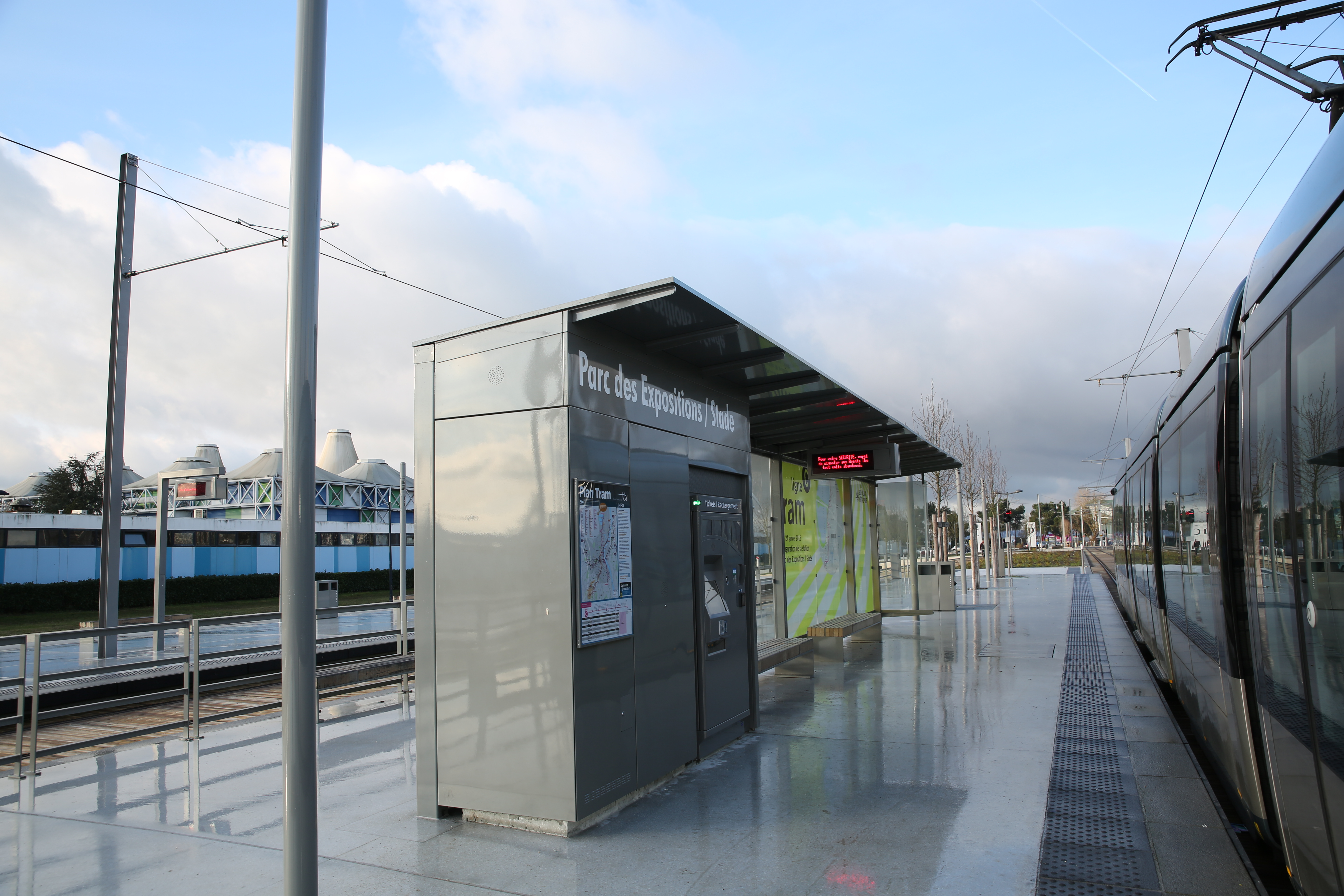
Station type TISYA (Parc des Expositions - ligne C).

En 2009, le début de la 3e phrase des extensions des lignes de tramway est lancé. À compter des premières ouvertures de lignes en 2014, les nouvelles stations changent subtilement de style architectural. La principale raison est la réduction des coûts de construction des infrastructures et, par ricochet, de l'aménagement des stations. Le nouveau mobilier est choisi "sur catalogue" par le Groupement TISYA, piloté par la société SYSTRA qui assure la maîtrise d’œuvre.
Les stations sont composées d'éléments similaires à la version originale (bancs, abris, mâts lumineux, potelets, barrières, poubelles, grilles d'arbres, appuis-vélos), mais le mobilier est plus commun, rectiligne et principalement en acier peint. Le nom de la station est lisible en lettre blanche sur le haut des distributeurs de billets et du meuble technique, lui-même lié à l'abri pour former un bloc unique. Les plans du réseau et du quartier sont directement affichés sur la vitre de l'abri. L'éclairage est conçu avec des luminaires tubulaires à têtes orientables, dont l'un est toujours nettement plus haut que les autres pour servir de repère au loin. Pour les stations avec des deux arrêts parallèles en dehors de Bordeaux, une dizaine d'arbres est planté directement sur les quais.
Le réseau compte actuellement 44 stations des architectes du Groupement TISYA (à l'ouverture totale de la ligne D en février 2020), soit 5 stations sur la ligne A (section Pin Galant ↔ Le Haillan Rostand), 6 stations sur la ligne B (section Châtaigneraie ↔ France Alouette, et Berges de la Garonne), 18 stations sur la ligne C (section Cracovie ↔ Gare de Blanquefort, section Berges du Lac ↔ Parc des expositions - Stade et section La Belle Rose ↔ Villenave Pyrénées) et 15 stations sur la ligne D (section Fondaudège - Muséum ↔ Cantinolle).

#### Particularités de certaines stations
- La station Place de la Bourse (lignes C et D) ne possède pas le mobilier de la « charte tramway ». Ce choix a été fait afin de ne pas défigurer la perspective sur les façades historiques de la place de la Bourse. Pour cette station, seul le quai est présent, avec quatre bancs en pierre sans dossier.
- Contrairement aux autres stations dont au moins un quai est situé en prolongement du trottoir, le quai en direction du Haillan-Rostand de la station Sainte-Catherine (ligne A) ne comporte aucun mobilier autre qu'un mât supportant un afficheur informant des prochains passages.

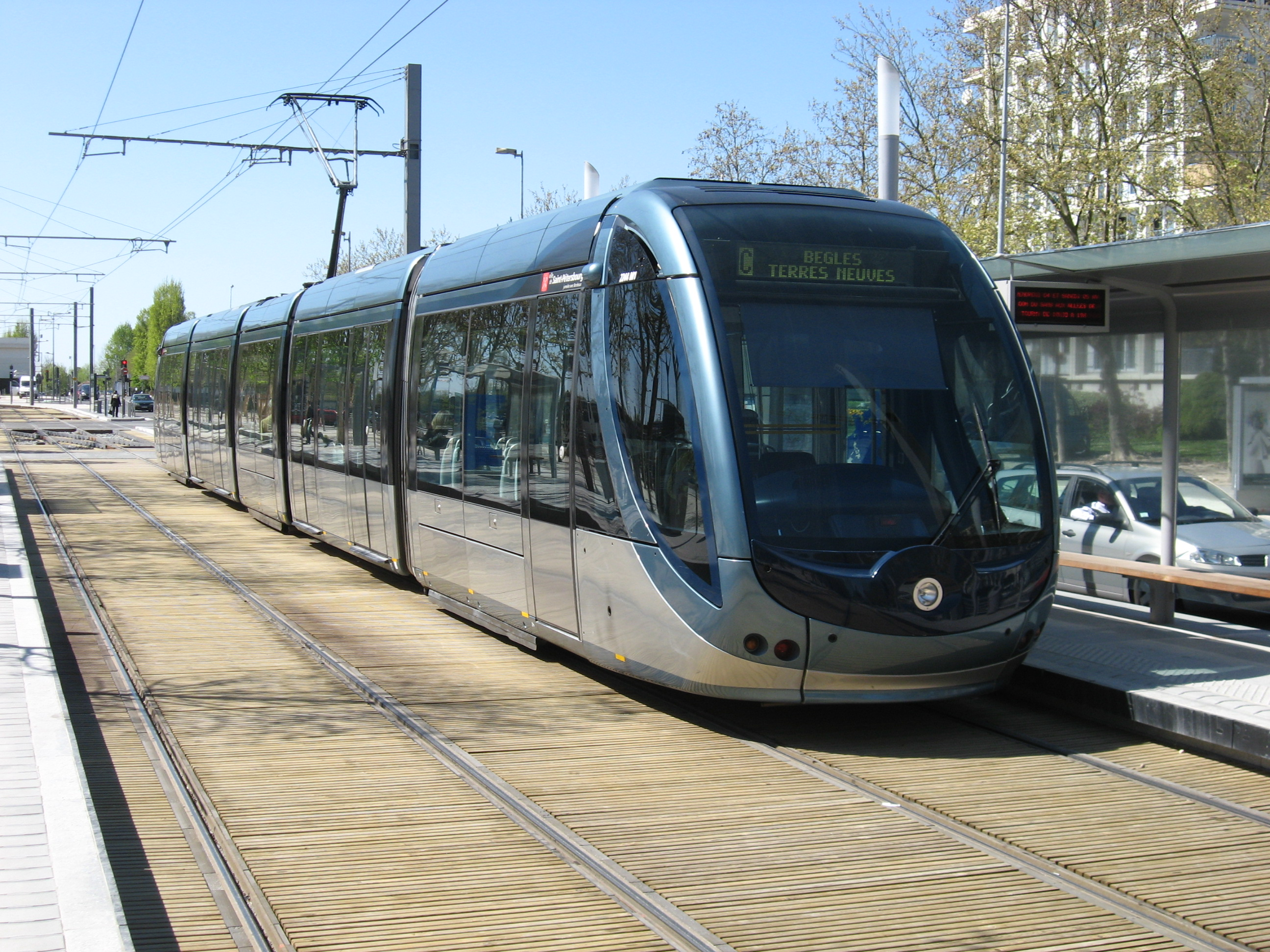
Station type Elizabeth de Portzamparc avec caillebotis en bois (Les Aubiers - ligne C).

- Station type Elizabeth de Portzamparc avec caillebotis en bois (Les Aubiers - ligne C). Les 11 stations les plus au Nord de la ligne C, à partir de la Place Ravezies - Le Bouscat et jusqu'aux terminus des deux antennes (sauf Ausone), possèdent une surface centrale conçue avec des caillebotis en bois. Par ailleurs, les stations Berges de la Garonne (ligne B), Cracovie (ligne C), Fondaudège - Muséum, Croix de Seguey et Barrière du Médoc (ligne D) sont les seules stations de la commune de Bordeaux qui ne sont pas dans le style original d'Elizabeth de Portzamparc.
- La station Ausone (ligne C) est située en hauteur sur le pont Beyerman, au-dessus de la ligne ferroviaire du Médoc. Ce pont n'est actuellement pas ouvert à la circulation, mais à terme, une nouvelle voie routière permettra de relier les deux quartiers de Bruges, en passant sur les rails du tram.
- Les stations Stade Chaban-Delmas (ligne A), Gambetta - Musée des Arts Décoratifs et du Design et Barrière Saint-Genès (ligne B), sont à quais décalés. Les quais de Stade Chaban-Delmas et Barrière Saint-Genès étant situés de part et d'autre des boulevards, ceux de Gambetta - Musée des Arts Décoratifs et du Design étant éloignés de plus de cinquante mètres.
- Les stations terminus Le Haillan-Rostand (ligne A) et Berges de la Garonne (ligne B) ne comportent qu'un unique quai desservant respectivement à droite et à gauche une unique voie de tramway.
- Contrairement aux stations de correspondance Hôtel de Ville (lignes A et B) et Quinconces (lignes B, C et D) qui sont composées de deux stations distinctes de deux quais chacune, Porte de Bourgogne (lignes A, C et D) est composée de trois quais dont un central est destiné d'un côté aux tramways de la ligne A à destination de la rive droite et de l'autre aux tramways des lignes C et D à destination de Parc des Expositions (ligne C), Gare de Blanquefort (ligne C) ou Eysines-Cantinolle (ligne D).
- Les stations Montaigne-Montesquieu (ligne B), Carle Vernet (lignes C et D) et Hippodrome (ligne D) disposent de trois quais. Pour Montaigne-Montesquieu et Hippodrome en leur qualité de terminus partiel deux voies sont encadrées par deux quais auxquels s'adjoint (respectivement au Nord et à l'Est) immédiatement une voie en impasse arrivant depuis Bordeaux desservie par un troisième quai destiné uniquement aux tramways dont cette station est le terminus partiel. Concernant Carle Vernet, le troisième quai et la troisième voie (accolés au Nord du quai en direction de Villenave-Pyrénées) servaient à l'origine de terminus partiel à la ligne C mais sont maintenant affectés uniquement à la montée et descente de la ligne D dont l'arrêt constitue le terminus.
- La station Parc des Expositions - Stade Matmut Atlantique (ligne C) possède également trois quais, particulièrement larges, avec un fonctionnement spécifique du fait que la station est un terminus mais dont les voies se poursuivent jusqu'au dépôt de la Jallère plus au Nord. La station dispose le long du Cours Charles Bricaud de deux quais latéraux encadrant deux voies traversantes dont le quai le plus à l'Est (quai 1) ne sert que de quai de descente en fin de service tandis que l'autre quai (quai 2) ne sert que de quai de montée tout le long du service. Une troisième voie traversante est située immédiatement à l'Ouest du quai 2 et desservie par un troisième quai (quai 3) destiné aux descentes pour les services classiques, après la descente des voyageurs, le tramway continue au Nord pour rejoindre les voies principales et rebrousser pour desservir le quai 2.
- La station Mériadeck (ligne A) est composée d'un quai central dont l'extrémité ouest donne sur un escalator permettant de joindre immédiatement le centre commercial Auchan Mériadeck et le quartier sur dalle. Cette station pourrait à terme être remodelée dans une configuration unique avec la création d'un quai latéral afin de désengorger l'arrêt en dédiant le quai central à un seul sens de circulation[38].
- La station Quinconces Fleuve (lignes B et C), située quai Louis XVIII à Bordeaux, raccorde en ligne directe les voies des lignes B et C depuis 2014. Cette discrète station sans mobilier qui ne figure pas sur les plans d'exploitation, était utilisée comme terminus partiel pour la ligne C jusqu’au 8 décembre 2019. Cette station est désormais utilisée uniquement en cas de nécessité de service et ce depuis le début de la marche à blanc, puis la mise en service, de la ligne D. Elle possède une surface centrale engazonnée.
- La station Cenon Gare (ligne A) est partiellement démolie en 2014, afin de créer une voie de retournement pour le terminus partiel. La station est en réalité décalée de quelques mètres plus au sud. Cette station a par ailleurs été construite entre les stations Carnot - Mairie de Cenon et Jean Jaurès après l'ouverture du réseau en parallèle de la construction de la gare de Cenon achevée et mise en service en 2007.
- La station Cracovie (ligne C) est construite en 2016 entre les stations existantes de Place Ravezies - Le Bouscat et Les Aubiers, afin de faire un nouvel arrêt avant l'antenne du terminus Gare de Blanquefort.
- Les stations Quinconces, Place de la Bourse, Saint-Michel, Sainte-Croix, Tauzia (ligne C et D) ont bénéficié d'un allongement de 11 mètres des quais, entre 2018 et 2019[39]. À l'ouverture de la ligne en 2004, seuls les tramways de 33 mètres de long étaient prévus sur la ligne C. Cette allongement permet désormais de faire circuler les traditionnels tramways de 44 mètres sur cette portion à forte affluence.
- La station Fondaudège - Muséum (ligne D) est située en partie sous les arbres remarquables de la place Charles Gruet. Trois micocouliers sont directement sur le quai Sud de la station empêchant la mise en place du mobilier habituel. Quant à l'autre quai, de faible largeur dû à l'emprise étroite de la rue Fondaudège, il ne possède que les luminaires et les mâts de caméras. Pour les deux quais, l'unique abri et le distributeur de billets sont déportés sur la place Charles Gruet à environ 10 mètres des voies du tramway.
- Cinq stations ont changé de nom depuis leur inauguration : La Gardette - Bassens - Carbon-Blanc précédemment La Gardette (ligne A), Parc des Expositions - Stade Matmut Atlantique (ligne C) nommée simplement Parc des Expositions jusqu'à l'ouverture du nouveau stade en 2015, La Cité du Vin (ligne B) nommée jusqu'en 2016 Bassins à Flot à la suite l'inauguration de la Cité du Vin située à quelques dizaines de mètres, Gambetta - Musée des Arts Décoratifs et du Design (ligne B) précédemment simplement Gambetta et enfin Talence Centre - Forum (ligne B) nommée Forum jusqu'en avril 2021. Par ailleurs, la station Palais de Justice (ligne A) porte un sous-titre annoncé ponctuellement en rame mais absent des plans et affichages en station Palais de Justice - Musée des Beaux Arts.

### La fréquentation
La fréquentation du tramway de Bordeaux avait connu une hausse soutenue et continue de sa fréquentation depuis sa mise en service jusqu'en 2018.
Après l'impact des mouvements sociaux pendant l'année 2019, et alors que le réseau intégrait une quatrième ligne, l'épidémie de COVID-19 a fortement affecté la fréquentation en 2020 et 2021. La fréquentation a finalement retrouvé son niveau de 2019 seulement au cours de l'année 2022.
| Année                                   | 2004 | 2005 | 2006 | 2007 | 2008 | 2009 | 2010 | 2011 | 2013 | 2014 | 2015 | 2016 | 2017 | 2018  | 2019  | 2020 | 2021 |
| Nombre de voyages annuels (en millions) | 18,0 | 30,0 | 41,3 | 48,2 | 54,7 | 59,4 | 62   | 66,5 | 74,8 | 75,2 | 79,6 | 86,3 | 96,8 | 105,5 | 101,4 | 71,7 | 94,8 |

En 2008, le tramway a transporté en moyenne 282 000 voyageurs par jour ouvrable de base.

### Le matériel roulant
Depuis février 2020, le parc roulant du réseau des Transports de Bordeaux Métropole est composé de 130 rames de la deuxième génération du modèle Citadis, conçu par le constructeur Alstom,. Comme toutes les rames de ce type, celles-ci sont à plancher bas intégral et bidirectionnelles. Les rames font 2,4 mètres de largeur, mais la longueur est variable, caractérisées par deux sous-types. Les plus nombreuses sont les rames de type Citadis 402, qui circulent sur les lignes A, B, C et D, elles comportent 7 modules articulés entre eux avec une longueur totale de 44 mètres. Le réseau dispose aussi de quelques rames de type Citadis 302, qui circulent principalement sur la ligne C, elles comportent seulement 5 modules et leur longueur atteint 33 mètres.

Pour le côté esthétique, le design intérieur et extérieur des tramways a été conçu par l'agence d'architecture Lanoire & Courrian, située à Bordeaux, qui a remporté le concours en 1999. L'aspect extérieur n'a pas évolué depuis, à l'exception de l'ajout des logos typographiques de TBM sur les flancs des cabines de pilotage à partir de 2016.
| Constructeur | Modèle      | Nombre | Numérotation                                                                                          | Années delivraison                   | Longueur    |
| ------------ | ----------- | ------ | --- | ------------------------------------ | ----------- |
| Alstom       | Citadis 302 | 12     | nos 2241 à 2246 & nos 2541 à 2546                                                                     | 2002 & 2005                          | 32,8 mètres |
| Alstom       | Citadis 402 | 118    | nos 1301 à 1326 nos 1827 à 1856, nos 2201 à 2232, nos 2301 à 2306, nos 2501 à 2520 et nos 2801 à 2804 | 2002, 2003, 2005, 2008 2013 & 2018 , | 43,9 mètres |

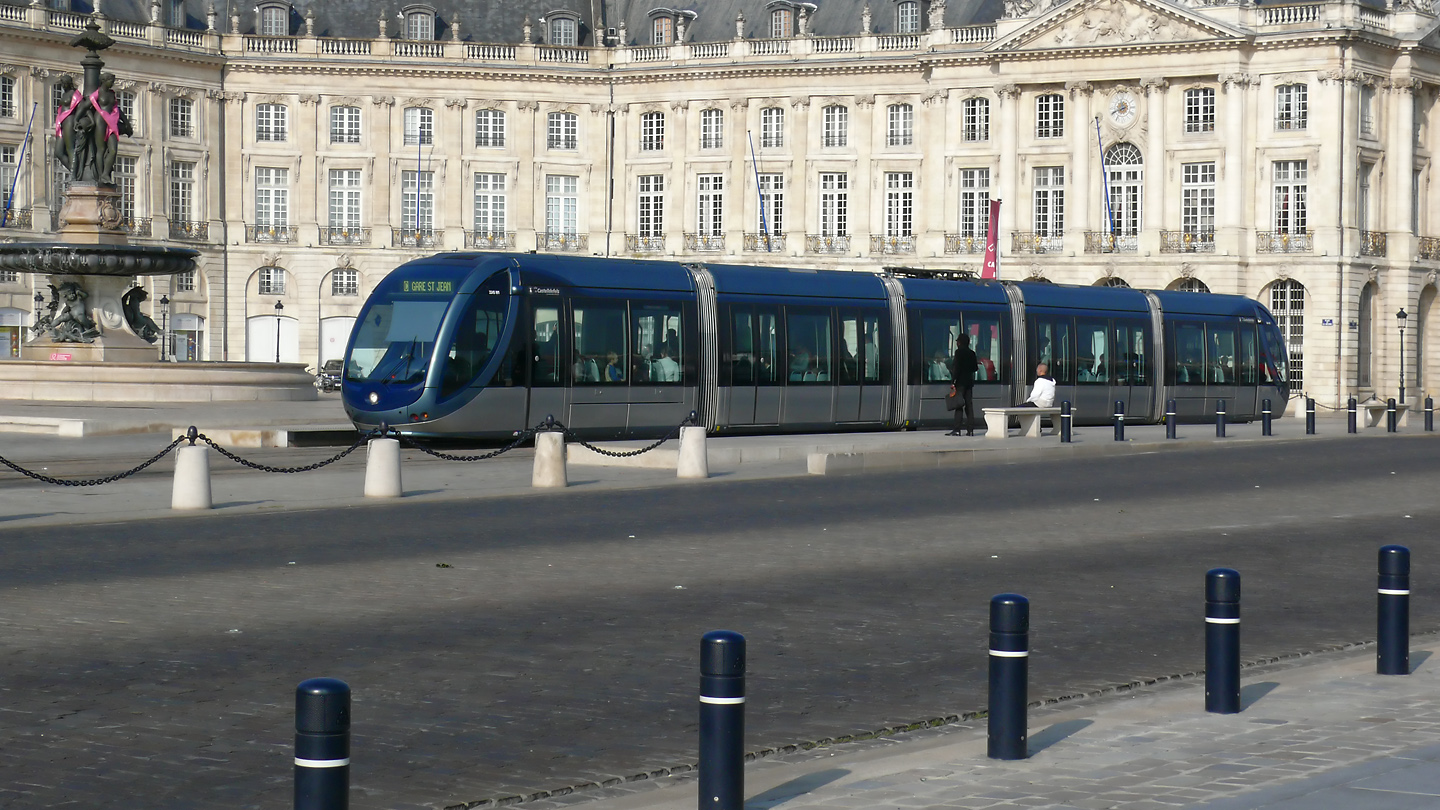
Rame Citadis 302 place de la Bourse (ligne C).

Pour l'ouverture du réseau en 2003, la commande initiale portait sur 74 rames. Pour faire face aux multiples extensions du réseau décidées par la suite, la communauté urbaine commande 26 rames supplémentaires Citadis 402 en 2011 dont la livraison s'effectue entre 2013 et 2016,. Elles sont similaires aux rames en circulation auparavant, avec toutefois une configuration intérieure différente, notamment au niveau des espaces pour les personnes à mobilité réduite. À l'extérieur, on remarque un affichage des destinations plus lisible et un rajout de porte sur la caisse centrale. Ce marché de 80 millions d'euros est assorti d'options permettant de commander jusqu'à 30 rames supplémentaires.

Ces options se réaliseront progressivement, puisque les 30 rames supplémentaires (de type Citadis 402 uniquement) sont commandées en plusieurs fois, dont notamment : 5 rames supplémentaires en avril 2015, 10 rames en janvier 2016, et 10 rames en janvier 2018.

La commande du marché de 2011 se termine le 11 février 2020, avec la livraison de la 130e et dernière rame. Le parc des tramways des Transports de Bordeaux Métropole devient la plus grande flotte de tram en France, après l'Île-de-France. Sur ce total de 130 rames, 107 rames sont utilisées au quotidien sur le réseau, les 23 autres sont en maintenance, en réserve, ou circulent en véhicule-école. La flotte actuelle permet de couvrir le service de la totalité des 4 lignes, ainsi que la future extension de la ligne A vers l'aéroport de Bordeaux-Mérignac dont l'ouverture aura lieu en 2023. Pour les autres extensions à plus long terme, Bordeaux Métropole devra ouvrir un nouveau marché, comme en 2003 et 2011.

### Alimentation électrique: le système APS

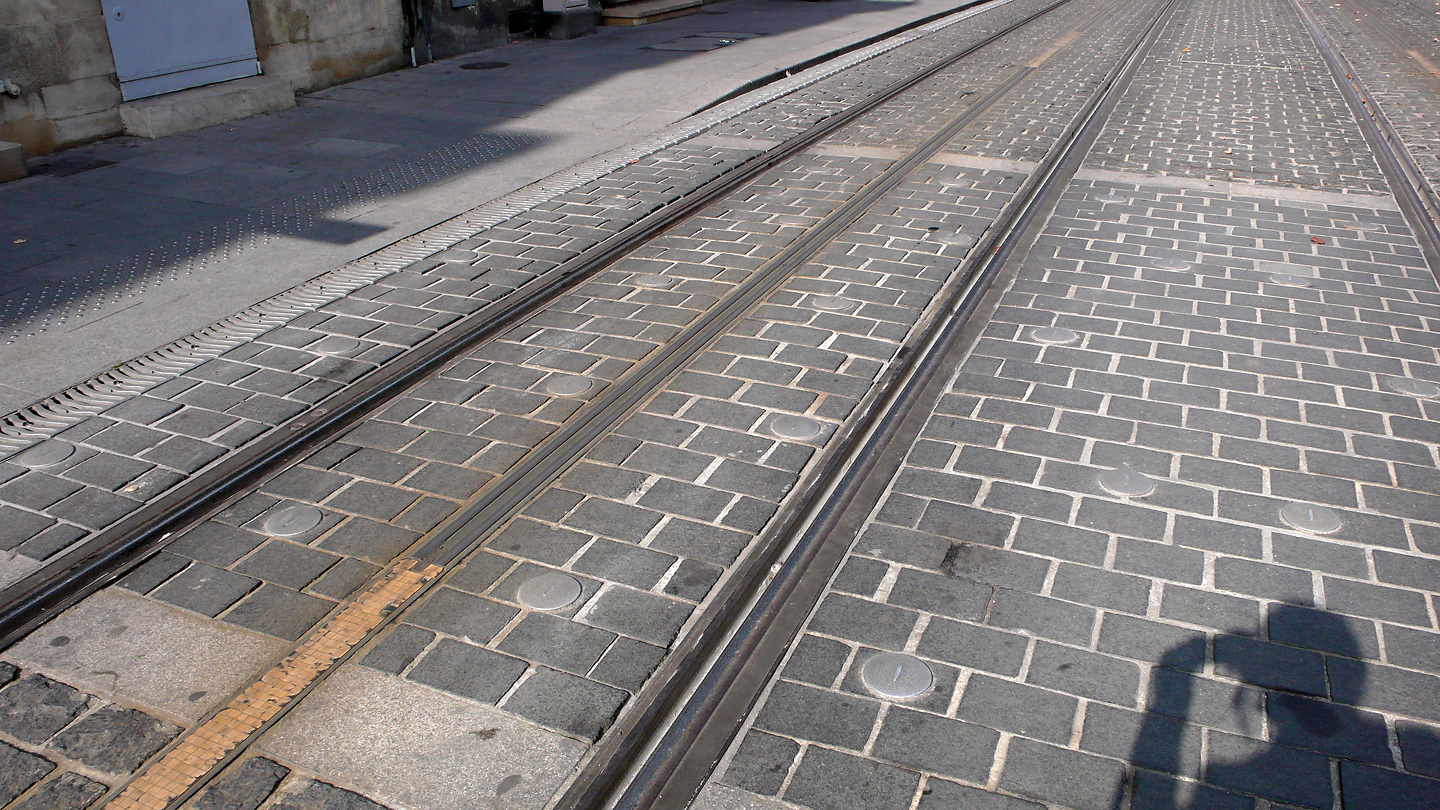
Rail central du système APS.

À la demande de la CUB, les lignes de tramway mettent en œuvre sur une partie importante du réseau (14 km fin 2007) une technique d'alimentation électrique originale qui permet de supprimer dans les parties historiques de la ville la ligne d'alimentation électrique aérienne jugée peu esthétique.
L'APS (Alimentation par le sol) est un système d'alimentation électrique par un troisième rail dont seule la face supérieure affleure de la chaussée et qui est situé à mi-distance des deux autres. Ce système avait été conçu à l'origine en 1992 (publié en 1994), par l'inventeur Michael Goulet avant d'être récupéré  par Spie-Innorail, puis racheté par son concurrent Alstom. Le rail est constitué de segments conducteurs d'une longueur de 8 mètres, encadrés de coupons isolants de 3 mètres. La tension continue positive 750 V n'est présente dans un segment de rail que lorsque la rame le recouvre complètement : l'alimentation en courant est pilotée par des boîtiers enterrés tous les 22 mètres. La rame enclenche automatiquement, au fur et à mesure de sa progression, l'alimentation électrique du 3e rail en envoyant un signal aux boîtiers via une antenne inductive. Le courant est capté par la rame de tramway par l'intermédiaire de 2 patins situés sous les caisses en milieu de rame (il y a toujours au moins un patin en contact avec un segment de rail conducteur). Aux aiguillages, l'alimentation est interrompue pour éviter des courts-circuits entre les patins (positif) et les rails de roulement (reliés au négatif). Un contacteur de mise au rail assure la sécurité des personnes si par exemple un segment de rail conducteur continuait à être alimenté en 750 V alors qu'aucune rame n'est présente. Chaque coffret d'alimentation de segment de rail peut être désactivé en cas d'anomalie. D'autre part, des court-circuiteurs disposés sur chaque départ 750 V en sous-station (postes redresseurs 750 V) peuvent couper l'alimentation des sections en cas de défaut. Les rames de tramway peuvent franchir 150 mètres à 3 km/h grâce à l'énergie stockée dans des batteries si un ou plusieurs segments de rail d'alimentation sont hors service.
Du fait de délais de réalisation trop courts, la mise au point du système a été particulièrement longue : les relations entre la CUB et Alstom se sont fortement tendues à cause du taux d'indisponibilité très élevé de l'APS au démarrage des lignes. Les sources de dysfonctionnement provoquant des arrêts d'exploitation sont très nombreuses : chocs sur les patins (pièce fragile) et de courts-circuits créés par les objets métalliques traînant sur la voie, inondation des regards contenant les coffrets, erreur de manipulation par le conducteur (oubli de relevage du patin en dehors des zones équipées du 3e rail APS), absence de contact électrique lors de l'abaissement des patins s'il y a des graviers sur le rail, sur-sollicitations des contacteurs de puissance des coffrets provoquant des contacts intempestifs (en effet, les 2 patins d'une rame lancée à 50 km/h recouvrent la longueur d'un segment de rail en 1 seconde environ), perte du signal inductif en courbe, provoquant un court-circuit, etc.
Des modifications apportées aux boîtiers de commande, l'ajout d'un balai à l'extrémité des rames chargé de repousser les débris ont permis par la suite d'obtenir un taux de disponibilité jugé satisfaisant. Il reste que, malgré des progrès de conception, le système demande de gérer de nombreuses interfaces, est facilement vulnérable, coûteux à l'entretien et source de perturbations récurrentes du trafic. Il est envisagé de faire repasser en alimentation traditionnelle certains tronçons où l'APS ne se justifie pas (notamment en rive droite).
En 2017, l'APS cause toujours des difficultés et de fréquentes interruptions du réseau tramway. C'est le cas notamment sur le tronçon Saint-Nicolas et Peixotto de la ligne B (Bordeaux-Talence-Pessac) où les usagers ont fait part de leur mécontentement face aux nombreux incidents électriques de l'apport par le sol. L'élu de Talence chargé des transports et élu métropolitain Guillaume Garrigues a annoncé, avec le directeur du réseau de transports de Bordeaux Métropole, le lancement de travaux lourds sur le tronçon avec notamment la réalisation d'un aiguillage au niveau de la barrière Saint Genès pour permettre le rebroussement des trams et ainsi réduire la distance du tronçon interrompu, ainsi qu'une refonte du réseau électrique de l'APS entre Talence et Bordeaux . La complexité des travaux prévus et leur coût ne permettra pas au projet d'aboutir avant 2020.

### Maintenance
En cas d'accident et obligatoirement après 25 000 km, un tramway est envoyé respectivement en réparation ou en maintenance complète dans les ateliers de la rive droite, Thiers/Benauge.

### Pelouse
En 2024, une expérimentation est conduite pour remplacer le gazon des plateformes ferroviaires, gourmand en eau, par des plantes plus résistantes. Six variétés sont testées sur les lignes A (entre Saint-Bruno et Mériadeck) et C (entre Mussonville et Václav-Havel) : le thym couché, la camomille rampante, le dichondra rampant, la turquette, le gazon des Mascareignes et du chiendent. La présence de plantes d'accompagnement est également testée (une annuelle, le pourpier vert, ou deux vivaces, un microtrèfle et une microluzerne).

## Parc-relais
| Parc-Relais du réseau de tramway de Bordeaux au 1er juin 2023 | Parc-Relais du réseau de tramway de Bordeaux au 1er juin 2023 |
| Ligne                                                         | Parc-Relais (nombre de places) Nota : en italique, les parcs réservés aux abonnés |
| ------------------------------------------------------------- | --- |
| (A)                                                           | Buttinière (601) ; Arlac (398) ; Quatre Chemins (398) ; Lauriers (189) ; Galin (404) ; Stalingrad (250) ; Floirac Dravemont (46) ; La Gardette (242) ; Le Haillan Rostand (204) ; Les Pins (220) ; Porte de Bordeaux (724) ; Mérignac Centre (290). |
| (B)                                                           | Arts & métiers (593) ; Unitec (249) ; Bougnard (168) ; Brandenburg (211) ; Cap Métiers (144) ; Gare de Pessac Alouette (148) ; Pessac Centre (355).                                                                                                 |
| (C)                                                           | Place Ravezies (366) ; Les Aubiers (234) ; 40 Journaux (180) ; Gare de Bègles (193) ; Gare de Bruges (58) ; Gare de Blanquefort (206) ; Pyrénées (703).                                                                                             |
| (D)                                                           | Hippodrome (250) ; Cantinolle (624). |

Le réseau de tramway compte au total 28 parc-relais ouverts à tous et 6 autres réservés aux abonnés : 12 sur la ligne A, 7 sur la ligne B, 7 sur la ligne C et 2 sur la ligne D. La ligne C disposait par ailleurs d'un parc-relais de 200 places, au niveau de la station Carle Vernet, mais celui-ci a été fermé définitivement à la fin de l'année 2015. Un nouveau parc-relais de 120 places est attendu sur la ligne A à la station Caroline Aigle, à proximité de l'aéroport, pour la fin de l'année 2023
Ils permettent de se garer à proximité d'une ligne de tramway et de rejoindre directement le centre ville. Les abonnés TBM peuvent eux valider directement leur abonnement sans contact, en entrant dans le parking (à l'exception de ceux gérés par Parcub), sans acheter de ticket de stationnement supplémentaire.
Pour les non-abonnés il faut acheter une carte « Ticket Parc-Relais » (1 à 5 personnes) pour 3 €, 4 € ou 4,50 € selon le nombre de passagers et le parc-relais utilisé. Cette offre tarifaire n’est cependant pas disponible dans les parcs-relais de Pessac Centre, Mérignac Centre, Barrière du Médoc et Porte de Bordeaux, qui sont eux réservés aux abonnés.
Les parcs-relais sont ouverts durant les horaires de circulation du tram, de 5 heures du matin à 1 heure matin du lundi au mercredi (ainsi que les jours fériés) et de 5 heures du matin à 2 heures du matin du jeudi au dimanche. Seuls les parcs-relais de Stalingrad et de Galin ferment une demi-heure plus tôt.

## Tarification
Le prix pour un voyage est de 1,90 € en septembre 2023. Un carnet de 10 voyages coûte 13,70 €, une carte valable 24 h coûte 5 €, une carte hebdomadaire 14,20 €, une carte mensuelle 50,30 €. Il existe également des tarifs groupe et des réductions pour les scolaires, étudiants, jeunes, seniors et familles nombreuses.
Les tickets et pass permettent d'utiliser tous les modes de transport du réseau (hors VCub et avec un supplément pour les parcs-relais). Les tickets peuvent être achetés dans des automates présents à tous les arrêts. Un ticket autorise des validations illimitées sur tout le réseau TBM pendant 1 heure au maximum entre la première et la dernière validation. De plus, les tickets fonctionnent sans contact et sont rechargeables 10 fois.

## Projets

### Extensions de lignes existantes

#### Ligne D
Le prolongement de 4,1 km de la Ligne D jusqu'au Carré des Jalles à Saint-Médard-en-Jalles, avec la desserte de quatre nouvelles stations, a été ajourné sine-die lors de la révision du SDODM en 2021.

### Extensions envisagées à plus long terme

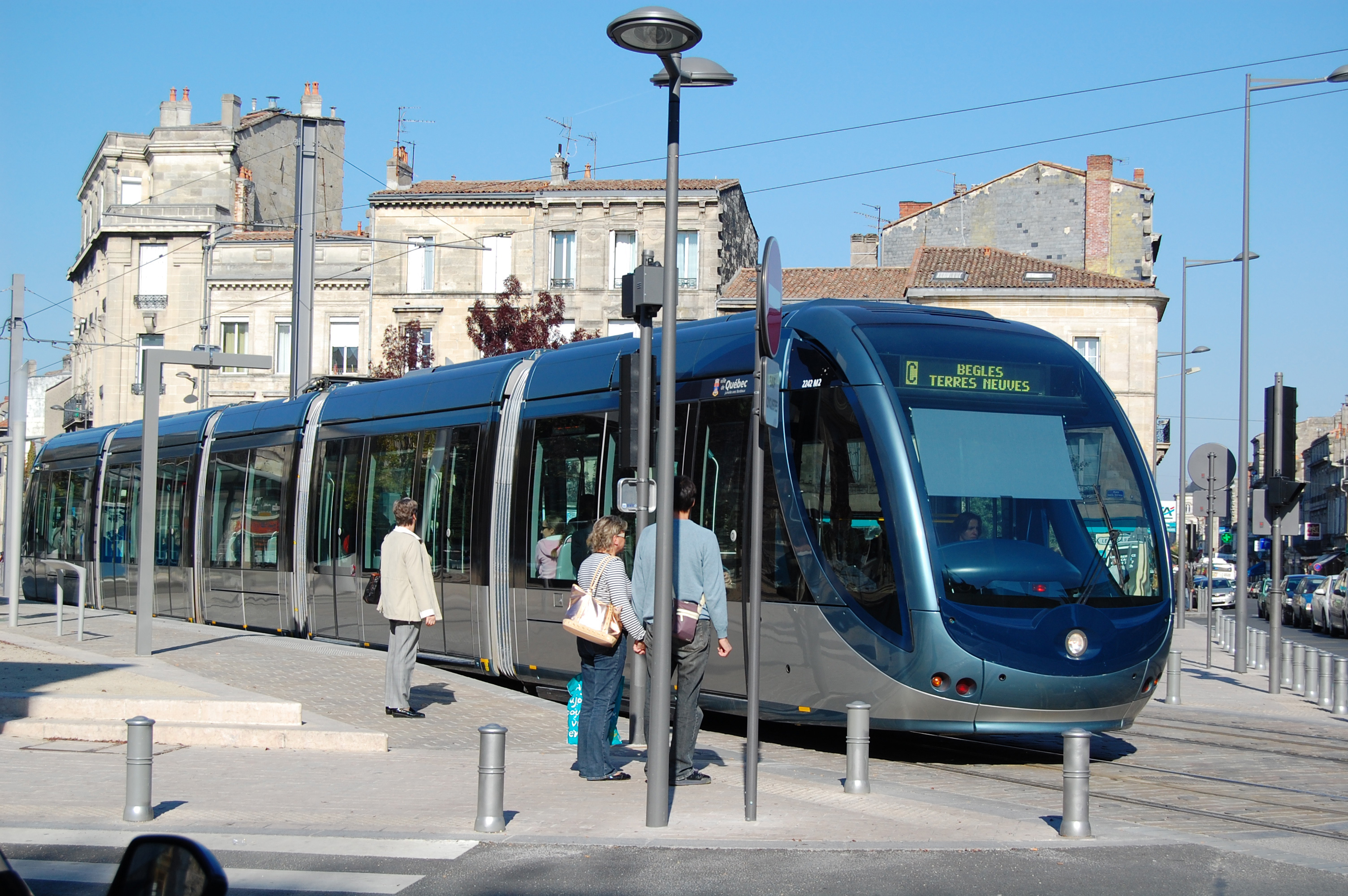
Rame Citadis 302 de la ligne C place Paul-Doumer.

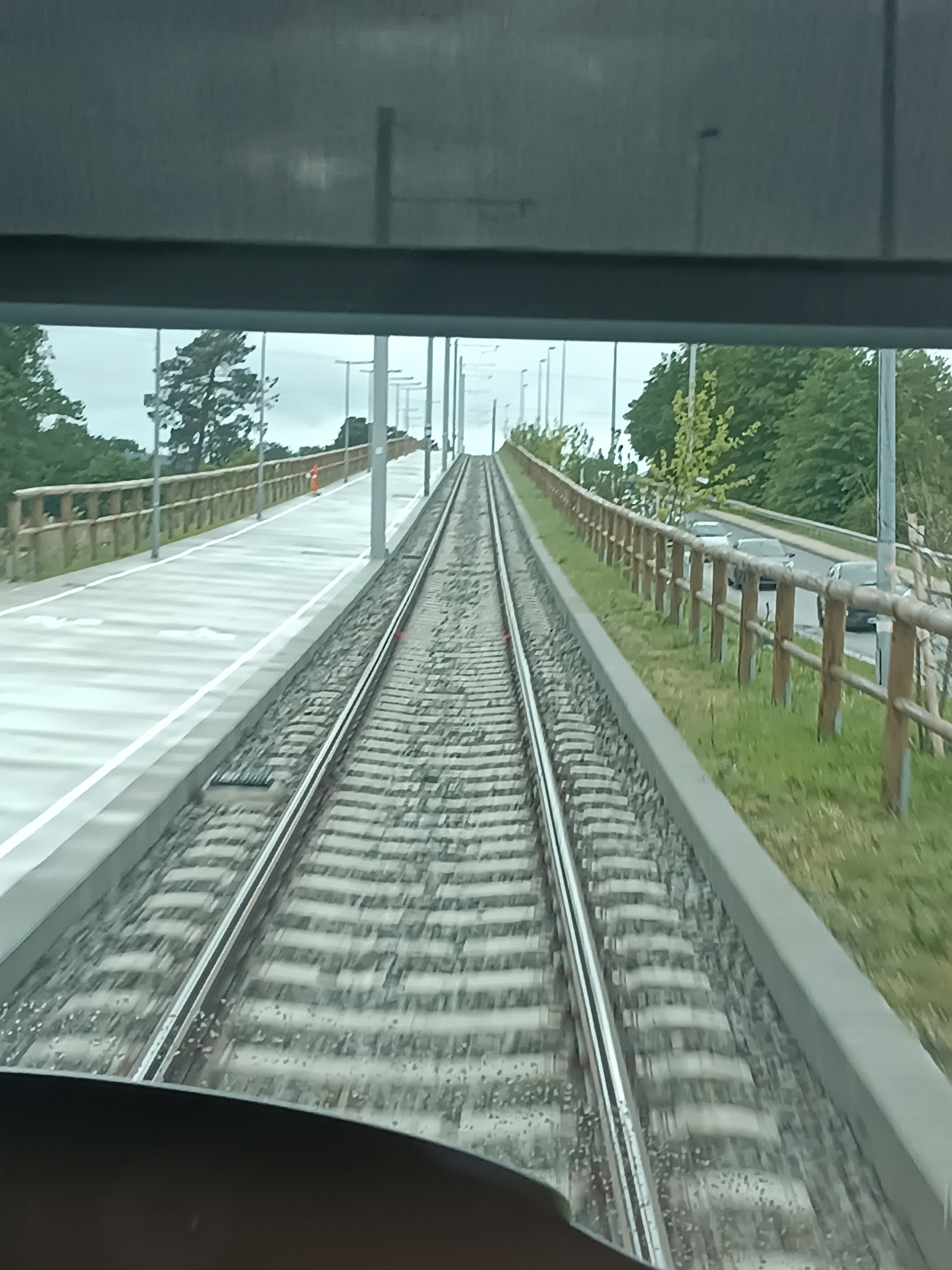
Une des récentes extensions du réseau, la ligne A vers l'aéroport, avec des parties sur voies ballastées.

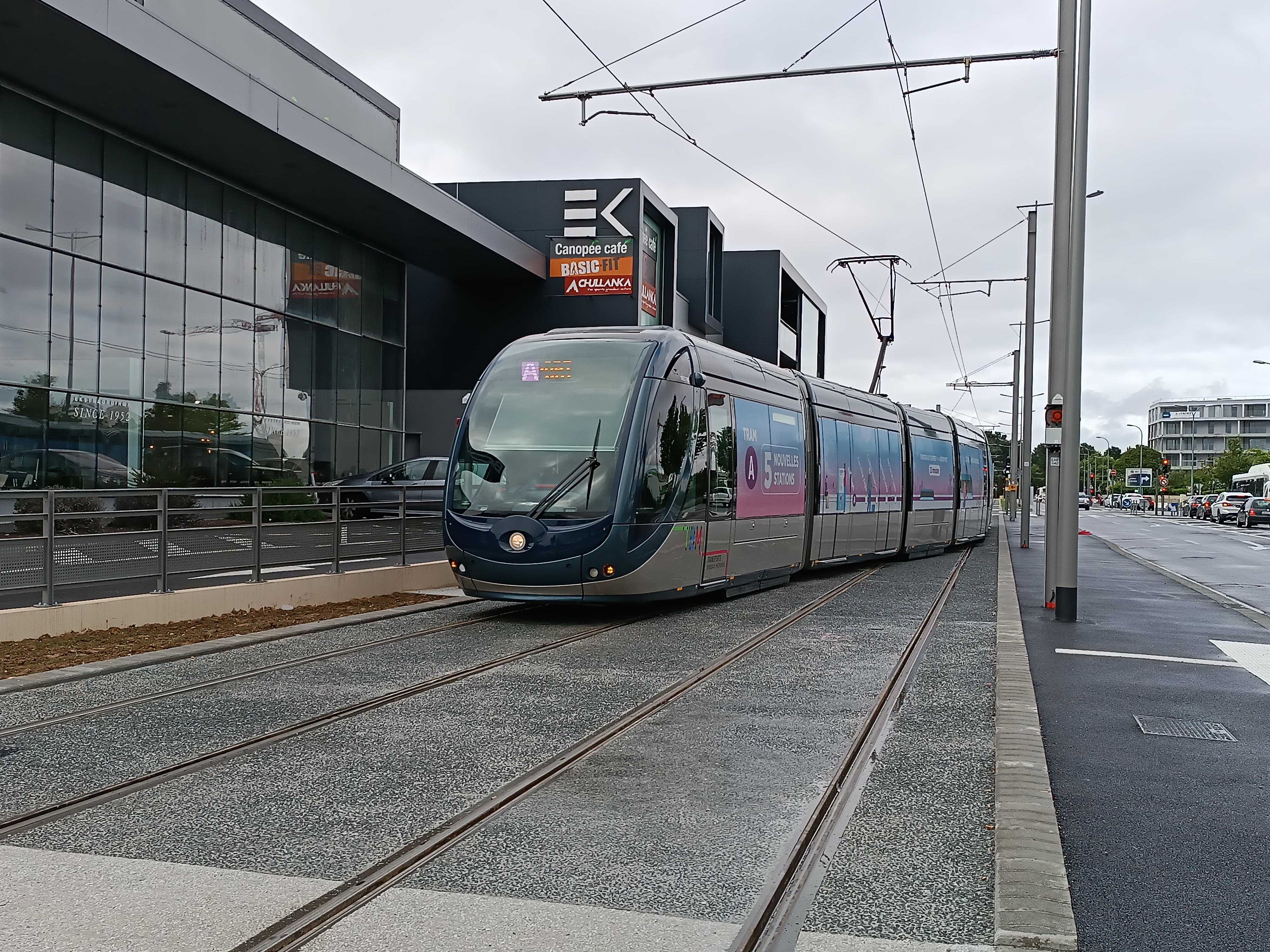
Des extensions ont été réalisées en voie unique pour réaliser des économies.

Le schéma directeur opérationnel des déplacements métropolitains (SDODM), remanié fin 2015, proposait plusieurs aménagements.
Ce SDODM est une évolution de celui voté en avril 2011 ; il avait pour objectif de créer de nouveaux pôles d'échange « excentrés » afin d'éviter la saturation des pôles créés durant la première phase du tramway et arrêter l'aspiration du trafic vers le centre ville.
À terme le tramway de Bordeaux devait comprendre 7 lignes de tramway, mais cette évolution a été contestée par le nouveau conseil de Bordeaux Métropole, issu des élections municipales de 2020.
En septembre 2021, les premières annonces concernant la révision du SDODM, ont confirmé le report sine-die du projet d'extension à Saint-Médard-en-Jalles au profit du développement d'un réseau complémentaire de nouvelles lignes de BHNS.

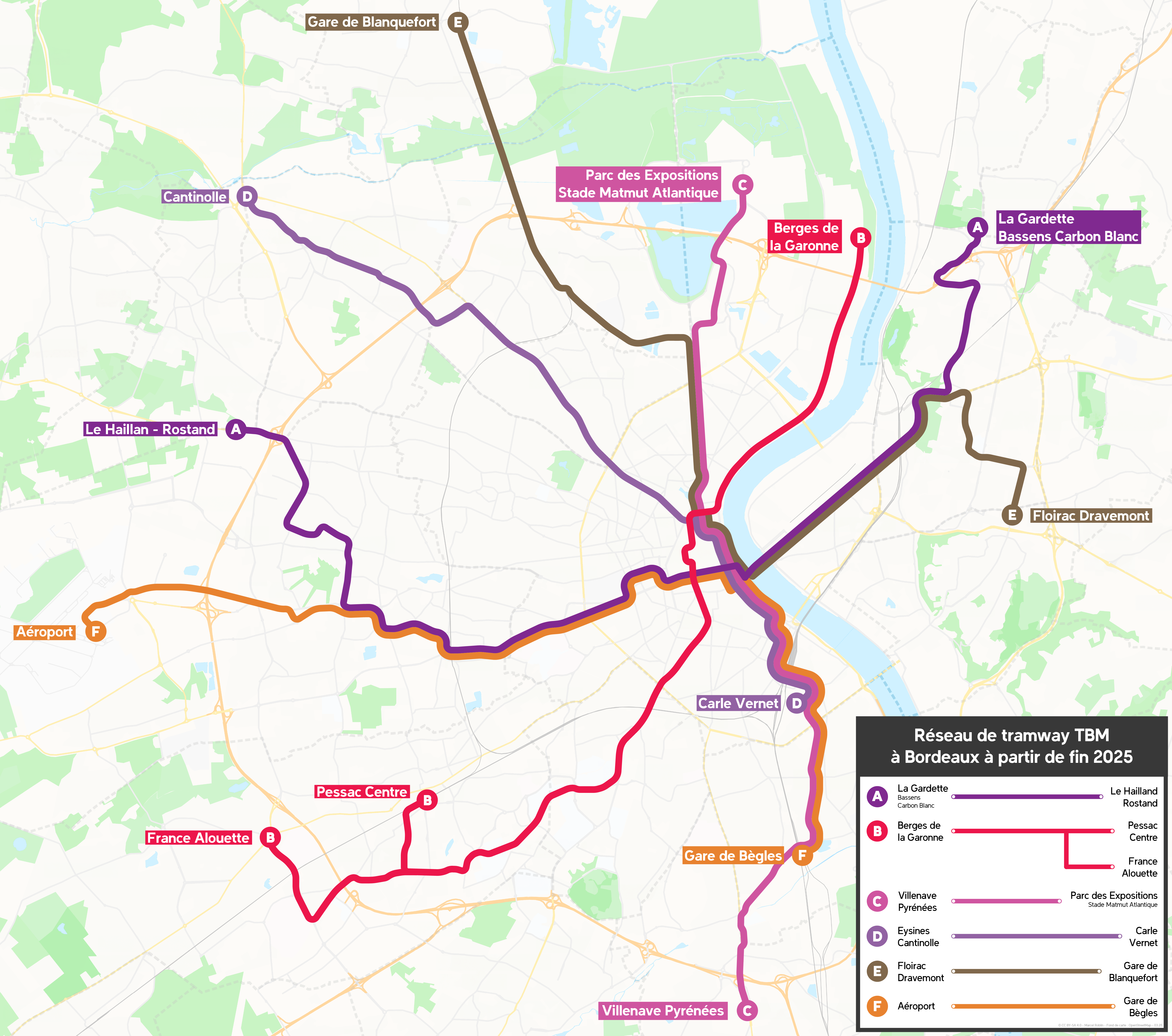
Plan du tramway prévu à partir de décembre 2025 avec les lignes E et F

À la suite du renouvellement de la délégation de service public concernant les transports de Bordeaux Métropole en juillet 2022, il a été proposé de créer, à l'horizon 2025,, en utilisant les infrastructures existantes et une partie du parc de matériel roulant des lignes A et C :
- une nouvelle ligne E qui relierait Floirac Dravemont à la Gare de Blanquefort,
- une nouvelle ligne F qui relierait l'Aéroport à la Gare de Bègles.

Cette évolution du réseau du tramway a été confirmée lors de la signature de la délégation de service public en octobre 2022, avec une augmentation des fréquences de passage à 2 min 30 s sur la partie la plus fréquentée du réseau.
Les six lignes de tramway ainsi constituées seront complétées :
- par sept lignes de bus à haut niveau de service, avec une ligne entre Saint-Aubin-de-Médoc et Gare Saint-Jean en avril 2024, une circulaire des boulevards et une ligne entre Artigues et Gare Saint-Jean en septembre 2025, et une ligne entre Gradignan, Talence Thouars et l’Hôpital Pellegrin en 2027 ;
- par trois lignes de navette fluviale, en aval (2 lignes) et en amont du pont de pierre (1 ligne), avec une mise en service entre mars 2024 et septembre 2025 ;
- par la création de 4 nouveaux parcs-relais (Cadéra, Mermoz, Lycée Sud Médoc et Thouars) et l’évolution de 3 parcs-relais existants (agrandissements programmés de Galin et Buttinière).

À la suite de la signature de la nouvelle délégation de service public, Bordeaux Métropole a lancé une étude pour optimiser le réseau de transport en commun avec le bouclage des lignes B et C, la suppression éventuelle de certains arrêts du tramway et la modification de la desserte du quartier Mériadeck.

#### Nouvelle ligne de tramway (Gradignan - Cenon)
Une ligne de tramway d'une longueur de 20 km environ avait été envisagée en 2015 entre Gradignan, le domaine universitaire de Talence Pessac Gradignan, l'hôpital Pellegrin, les boulevards, le pont Jacques-Chaban-Delmas et la gare de Cenon. Le coût de réalisation était estimé à près de 430 millions d'euros ; il n'avait donc pas été exclu que cette ligne soit réalisée en utilisant d'autres modes de transport.
En 2019, en raison du risque d'impact sur la fluidité de la circulation automobile, les élus de la métropole renoncent à l'utilisation des boulevards pour cette nouvelle ligne.
Deux nouveaux projets sont alors soumis à enquête publique : une extension de la ligne B du tramway vers le centre-ville de Gradignan et un projet de TCHNS de l'hôpital Pellegrin vers Thouars à Talence et Malartic à Gradignan. Si le projet d'extension du tramway vers Gradignan a été abandonné à la suite de la révision du SDODM en 2021, celui du TCHNS pourra être réalisé en bénéficiant d'une subvention de 4 890 000 euros de l'Etat

#### Nouvelle ligne de tramway (de pont à pont)
Une ligne de tramway, dite « de pont à pont » sur la rive droite, avait été envisagée dans le SDODM de 2011 pour relier le pont Jacques-Chaban-Delmas au futur pont Simone-Veil, avant d'être en partie reprise en 2015 dans le projet de nouvelle ligne de tramway entre Gradignan et Cenon.
Si le projet a été relancé en septembre 2020 par Alain Anziani, président du conseil de Bordeaux Métropole, les orientations de la révision du SDODM de 2021 se sont finalement tournées vers la mise en œuvre de celui-ci sous la forme d'un bus à haut niveau de service. Ce projet bénéficiera par ailleurs d'une subvention de 1 991 000 euros de l’État pour sa réalisation.

## Œuvres d'art en station

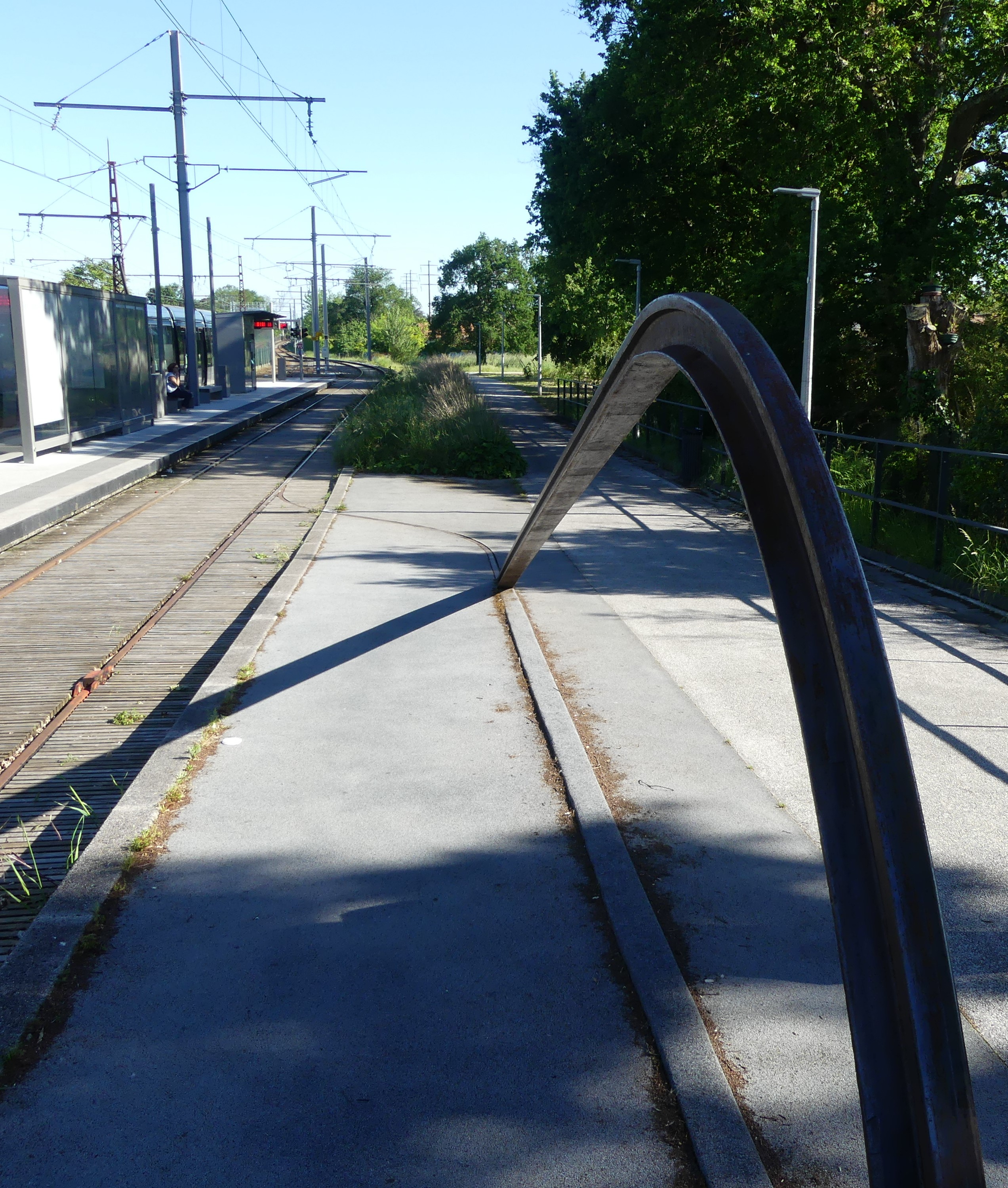
L’œuvre d'art "Traversée"

Au début des années 2010, Bordeaux Métropole commissionne la création d'une sculpture à la station Blanquefort. Réalisée par les artistes Cécile Beau et Nicolas Montgermont, Traversée est inaugurée en 2017. Elle se trouve composée par un rail qui serpente au sol avant de s’élever en une courbe sur une quinzaine de mètres et de repartir dans le sol. L’œuvre a demandé sept ans de travail et nécessité l’intervention de nombreux corps de métiers : bureau d’études, travail du métal, pose du rail, génie civil… Faisant écho à la pratique amérindienne d’écoute des rails du chemin de fer, elle permet à chaque arrivée ou départ de tramway d’en écouter et ressentir les vibrations changeantes.